# Peine de mort
Pour la nouvelle de G. Simenon, voir Peine de mort (nouvelle).
 (septembre 2023).
Si vous disposez d'ouvrages ou d'articles de référence ou si vous connaissez des sites web de qualité traitant du thème abordé ici, merci de compléter l'article en donnant les références utiles à sa vérifiabilité et en les liant à la section « Notes et références ».
En pratique : Quelles sources sont attendues ? Comment ajouter mes sources ?
La peine de mort ou peine capitale, est une peine consistant à exécuter une personne ayant été reconnue coupable d'une faute qualifiée de crime capital. La sentence est généralement prononcée à l'issue d'un procès tenu devant une juridiction reconnue par la loi. En l'absence d'un tel procès, on parle simplement d'exécution sommaire.
La peine de mort est diversement considérée selon les époques et les régions géographiques. En 2022, parmi les 197 pays membres de l'ONU, 82 la prévoient dans leurs lois et 23 d'entre eux ont procédé à des exécutions en 2014 ; à l'inverse, 113 l'ont totalement abolie et 32 la réservent à des crimes hors du droit commun. Numériquement majoritaires, ces États ne représentent qu'une minorité de la population mondiale.
Sur le plan international, le 18 décembre 2007, l’Assemblée générale des Nations unies a adopté la résolution 62/149 appelant à un moratoire sur les exécutions dans le monde. Cette résolution (comme les autres résolutions de l'Assemblée générale des Nations unies) n'a pas de valeur contraignante mais peut être vue comme le signe que la majorité des États souhaite remettre en cause la peine de mort. Cependant huit des dix pays les plus peuplés ont voté contre la résolution. Ce moratoire a été renouvelé à plusieurs reprises depuis 2007, faisant l'objet d'un nouveau vote et d'une nouvelle résolution,.

## Histoire

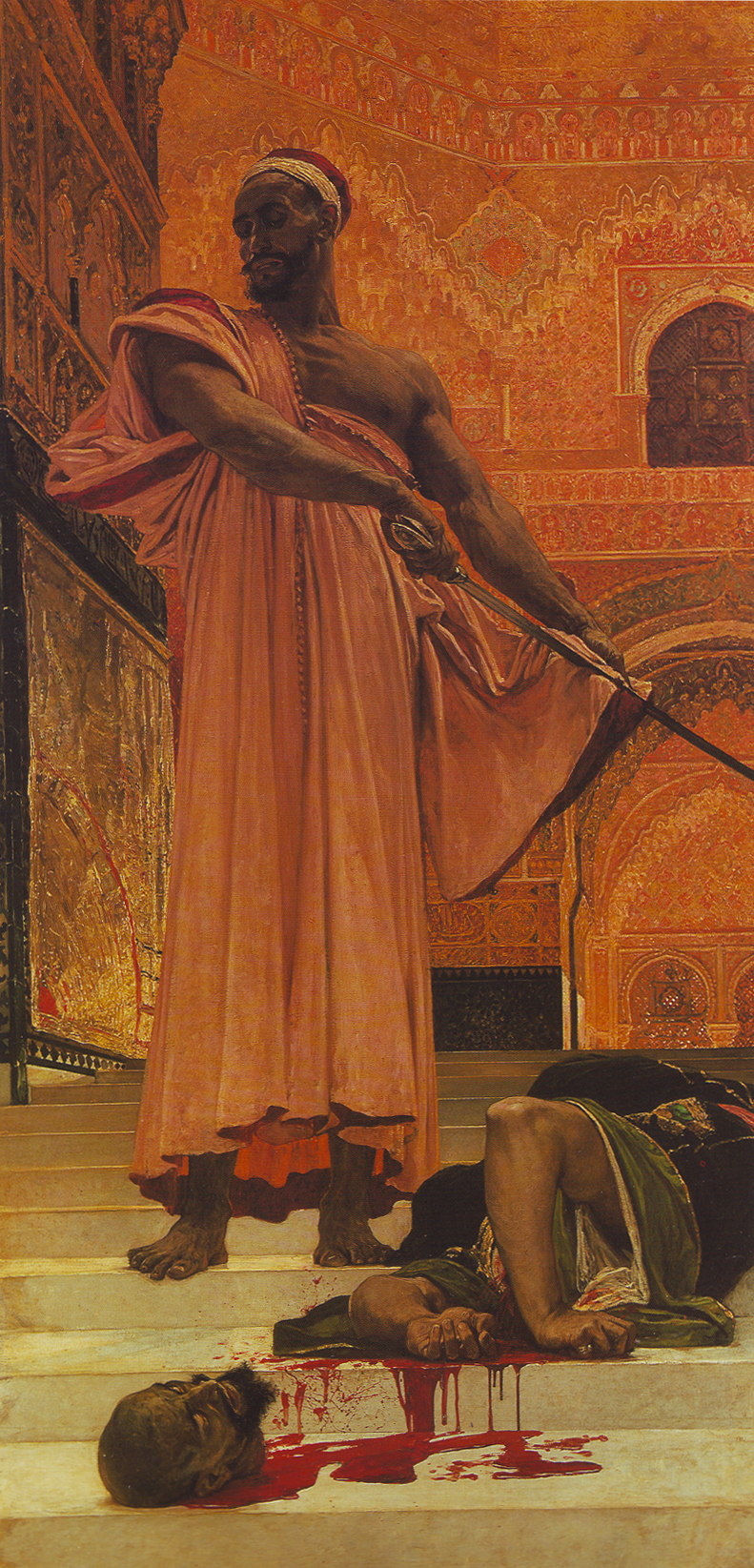
Exécution sans jugement sous les rois maures de Grenade, tableau d'Henri Regnault.

La peine de mort est l'une des premières sanctions pénales. Elle est présente dans les textes juridiques les plus anciens comme le Code de Hammurabi. Elle représente la « clef de voûte des systèmes répressifs jusqu'au XVIIIe siècle » et reste une loi commune jusqu'au début du XIXe siècle où le mouvement abolitionniste commence à prendre de l'ampleur.
Des traces de textes juridiques sur la peine de mort ont été retrouvées dans de nombreuses civilisations au cours de l'histoire. Les Mésopotamiens, les Grecs anciens, les Romains et les sociétés médiévales appliquaient la peine de mort. Sanction universellement reconnue et appliquée, elle est remise en cause à partir du XIXe siècle, puis abolie dans la majorité des pays du monde. Mais au XXIe siècle, la peine de mort perdure dans de nombreux pays et reçoit encore beaucoup de soutiens.
Les historiens s'accordent sur l'origine de la peine de mort[réf. nécessaire]. Celle-ci représente la punition du groupe envers un individu qui ne respecte pas les règles de vie de sa communauté. Son rôle principal est la dissuasion et la mise hors d'état de nuire, dans des contextes où l'emprisonnement n'est pas institutionnalisé.
Le mot français potence vient du latin potentia, qui signifie « puissance » au sens politique du terme.
Dans l'ancienne Mésopotamie, vers 1730 av. J.-C., le Code de Hammurabi, texte le plus célèbre de la période, promeut la peine de mort selon le principe causal de la loi du talion. Ainsi, un architecte qui aurait réalisé une maison, laquelle se serait effondrée sur ses occupants, causant ainsi la mort du propriétaire, serait puni de mort. Si c'est le fils du propriétaire qui est tué, c'est le fils de l'artisan qui est exécuté. Si c'est un esclave du propriétaire qui est tué, l'artisan doit lui fournir le prix d'un nouvel esclave,. Ce texte est emblématique du caractère pénal de la peine de mort, mais aussi du statut des esclaves, qui ne sont que des biens meubles interchangeables. De même tant qu'ils ne sont pas chef de famille les enfants ont un statut juridique proche de l'esclave. Il en est de même pour les femmes, en effet 2 400 ans plus tard le Coran cite la loi du Talion en précisant que selon cette loi la perte d'une femme est également compensée par la mise à mort d'une femme, mais dans le même temps il est ajouté une évolution majeure puisque toute peine peut être compensée en valeur (dommages et intérêts), et pas seulement pour l'esclave, à la condition irréfragable que la victime accorde son pardon, c'est-à-dire accepte la compensation pour exécuter la peine. En septembre 2020, un iranien est exécuté après que la famille de la victime a refusé la compensation.

### Grèce antique

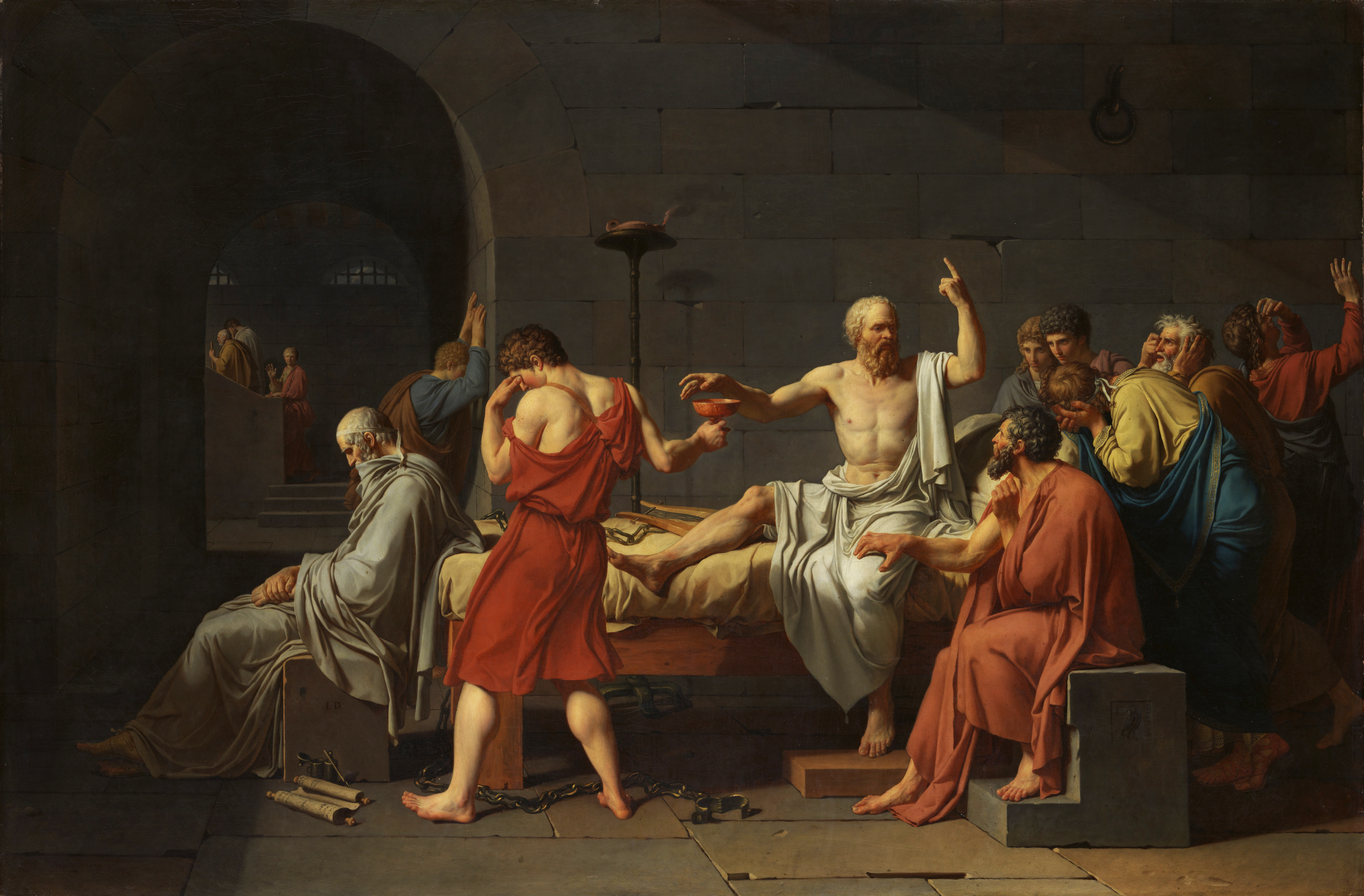
Jacques-Louis David, La Mort de Socrate (1787), conservé au Metropolitan Museum of Art de New York.

Pour la plupart des philosophes antiques, la peine de mort protège la société et répare le dommage causé.
Protagoras (dont la pensée est rapportée par Platon) critique le principe de vengeance, car une fois que le mal est fait, il ne peut être annulé par aucune action. Ainsi, si la peine de mort doit être infligée par la société, c'est uniquement pour protéger cette dernière contre le criminel ou encore dans un but dissuasif : « Le seul droit que Protagoras connaisse est donc le droit humain, lequel, établi et sanctionné par une collectivité souveraine, s'identifie au droit positif ou au droit en vigueur de la cité. De fait, il trouve sa garantie dans la peine de mort qui menace tous ceux qui ne le respecteraient pas. »
Platon, pour sa part, voit dans la peine de mort un moyen de purification, car les crimes sont une « souillure ». C'est ainsi que dans Les Lois, il juge nécessaire l'exécution de l'animal ou la destruction de l'objet ayant causé la mort d'un Homme par accident. Pour les meurtriers, il considère que l'acte d'homicide n'est pas naturel et n'est pas pleinement consenti par le criminel. L'homicide est ainsi une maladie de l'âme, qu'il faut autant que faire se peut rééduquer, et, en dernier ressort, condamner à mort, si aucune réhabilitation n'est possible.
Selon Aristote, pour qui le libre arbitre est le propre de l'Homme, le citoyen est responsable de ses actes. Si crime il y a eu, un juge doit définir la peine permettant d'annuler le crime en le compensant. C'est ainsi que des indemnités pécuniaires sont apparues pour les criminels les moins récalcitrants et dont la réhabilitation est jugée possible. Néanmoins pour les autres, la peine de mort est nécessaire selon Aristote.
Cette doctrine philosophique vise d'une part à protéger la société et d'autre part à compenser en vue d'annuler les conséquences du crime commis. Elle a inspiré le droit pénal occidental jusqu'au XVIIe siècle, époque où apparurent les premières réflexions sur l'abolition de la peine de mort.

### Rome antique
Dans la Rome antique, l'application de la peine de mort à l'encontre des citoyens romains était peu courante et jugée exceptionnelle. On lui préférait des peines de substitution allant, selon le crime et le criminel, de la réprimande privée ou publique à l'exil en passant par la confiscation de ses biens, la torture, la prison, ou en dernier ressort, la mort. Un débat historique, suivi d'un vote, eut lieu au Sénat pour décider du sort des alliés de Catilina lorsqu'il tenta de prendre le pouvoir en décembre -63. Cicéron, alors consul, argumenta en faveur de la mise à mort des conjurés sans jugement sur décision du Sénat et fut suivi par la majorité des sénateurs ; parmi les voix minoritaires opposées à l'exécution on compte principalement celle de Jules César.
Il en allait tout autrement pour les étrangers qui étaient considérés comme inférieurs par rapport au citoyen romain et surtout pour les esclaves, considérés comme un bien meuble (res in patrimonio).
Précision utile, l'expression « peine capitale » ne se confond pas, en droit romain, avec la peine de mort : si cette dernière en fait partie, sont également des peines capitales l'envoi dans les mines, la perte de liberté ou encore la perte du droit de cité.
Pour les Romains, la peine de mort, en plus de protéger la société, devait permettre de satisfaire la victime, ainsi que dans le cas des peines exemplaires, dissuader les criminels. Cet aspect de la philosophie romaine est issu du Grec Callistratos, qui écrivait dans Digeste que « les assassins de grand chemin subiraient la peine de la croix à l'endroit même où ils avaient commis leurs crimes, afin que, par ce spectacle terrifiant, les autres soient dissuadés de commettre de semblables forfaits, mais aussi que cette peine, infligée sur le lieu même de l'infraction, soit une consolation pour les parents et les proches des victimes ». Le rôle utilitariste de la peine de mort s'est renforcé durant les deux derniers siècles de la République.
L'influence de plus en plus grande du christianisme a eu très peu d'effet sur la peine de mort dans la Rome antique, contrairement au Moyen Âge. Suivant à la lettre le principe chrétien « Tu ne tueras point », l'Empire byzantin marqua une tendance à la suppression de la peine de mort dans beaucoup de cas criminels, ainsi qu'une substitution à la peine de mort par la mutilation qui déclassait le coupable et le condamnait à mener une vie misérable.

### Moyen Âge

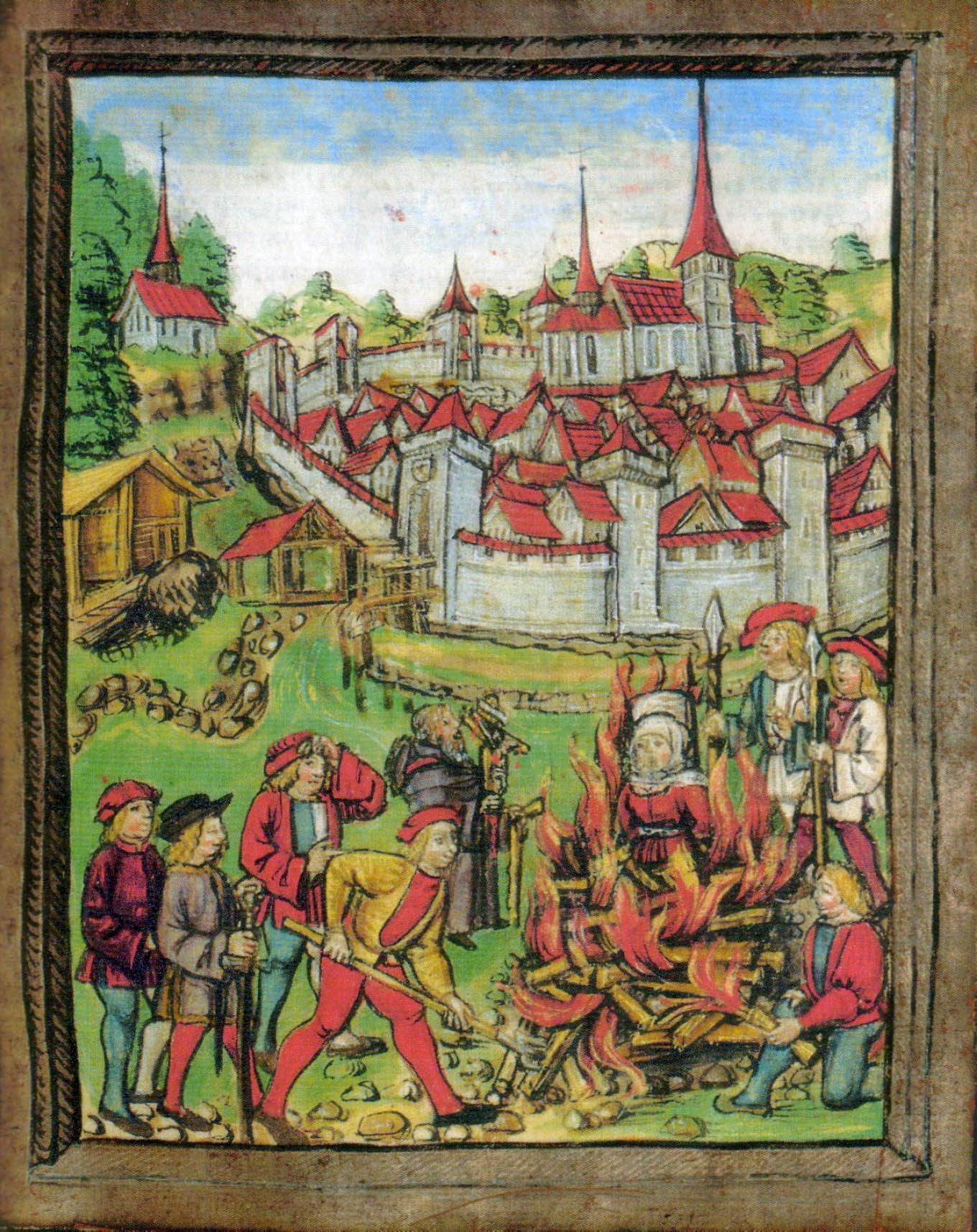
Sorcière au bûcher, 1447, Willisau (Suisse).

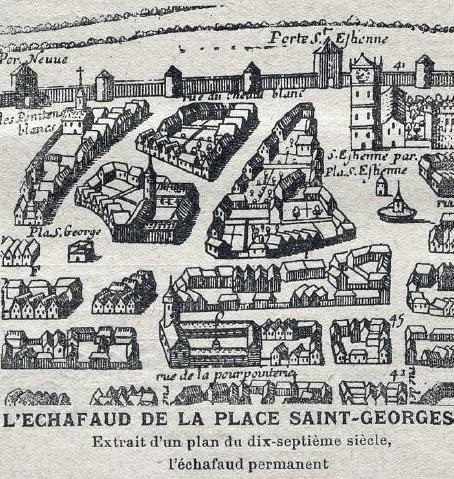
L'échafaud permanent (milieu à gauche) de la place Saint-Georges à Toulouse au XVIIe siècle

Durant le Moyen Âge, la religion chrétienne prend une importance considérable. Les rois et princes règnent en suivant les conseils de l'Église. Cette dernière est, selon les époques, et surtout selon les crimes commis, plus ou moins réticente à l'application de la peine capitale, car empêchant la rédemption. Le fait que ce soit la justice des hommes qui prononce les peines est également un sujet critique pour l'Église, car cette dernière considère que cette justice est non naturelle, contrairement au droit divin, seul habilité à reprendre ce qu'il avait donné. L'Église ne fait d'ailleurs jamais officiellement entrer la peine de mort dans son droit.
Au début du Moyen Âge, selon les régions, on préfère à la peine capitale les rétributions pécuniaires. Le roi franc Clovis a notamment légiféré à ce sujet et codifié une large série de crimes dans la loi salique. Ce prix, wergild (ou prix du sang), fixe la somme à payer pour une vie ôtée, ainsi que pour d'autres crimes considérés comme graves. Cette loi a pour objectif d'empêcher les rixes et autres vengeances privées, en vue de garantir la paix. Ce dernier point est la raison d'être de la loi salique. C'est ainsi que le coupable a l'obligation de payer à la victime ou à sa famille une certaine somme, ces derniers étant dans l'obligation d'accepter le paiement sans chercher à se venger.
Seuls certains crimes ne peuvent être punis du wergild et requièrent la peine de mort, comme les violences contre le roi. Cela s'explique par le fait que le souverain n'a pas de prix, car il n'est pas simplement un homme, mais le représentant de Dieu sur Terre. C'est seulement dans quelques cas exceptionnels comme celui-ci que la peine de mort peut être prononcée. Cette limitation de la peine capitale s'applique aux hommes libres, pour les serfs il en est tout autrement.
Cette philosophie du droit pénal a fluctué avec le temps, tantôt plus sévère, tantôt plus souple. En France, sous le règne des Carolingiens, le nombre de types de crimes passibles de la peine capitale augmenta, ainsi que la sévérité globale des autres peines. Cela venait du fait que les souverains désiraient instaurer l'ordre dans un empire en pleine décomposition après la mort de Charlemagne. Ici, c'était le côté dissuasif qui primait.
On notera aussi la première abolition de la peine de mort en Chine, en 747 sous la dynastie Tang, même si d'autres châtiments corporels étaient en revanche maintenus. Même avant cela, l'empereur de Chine était la seule personne habilitée à prononcer une condamnation à mort sur l'ensemble du territoire chinois.
À la fin de l'Ancien Régime, 115 cas de peines de mort sont répertoriés en France (depuis le vol de mouchoir par un domestique, assimilé à un viol de domicile, en passant par l'acte homosexuel, jusqu'aux meurtres) avec de nombreuses modalités d’application : décapitation à l’épée ou à la hache pour les nobles, pendaison pour les voleurs ; bûcher pour les hérétiques et incendiaires, supplice de la roue pour les bandits et meurtriers condamnés avec circonstances aggravantes, écartèlement pour les parricides et régicides ; bouillage pour les faux-sauniers et faux-monnayeurs.
Thomas More considère dans son ouvrage L'Utopie en 1516 que l’exécution d’un condamné à mort est un gaspillage et qu'il vaut mieux transmuer la peine capitale en esclavage.

### Philosophie des Lumières

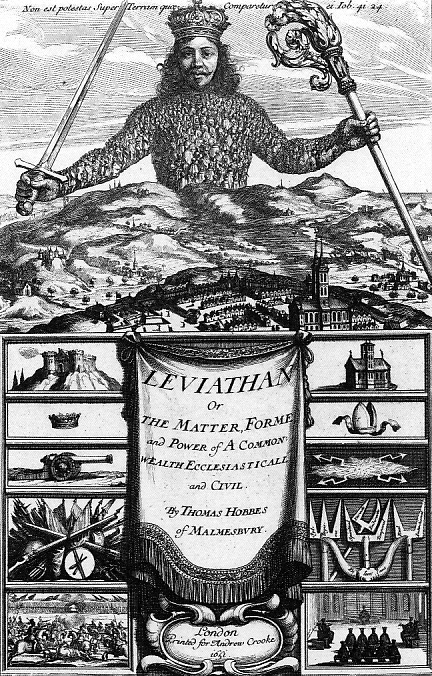
Léviathan de Hobbes.

Alors que durant le Moyen Âge l'aspect expiatoire de la peine de mort était pris en compte, ce n'est plus le cas sous les Lumières. Ces dernières définissent la place de l'Homme au sein de la société non plus selon une règle divine, mais comme un contrat établi à la naissance entre le citoyen et la société, c'est le contrat social. À partir de ce moment, la peine capitale doit être vue comme utile à la société par son effet dissuasif, mais aussi comme un moyen de protection de cette dernière vis-à-vis des criminels.
Le déterminisme humain de certains philosophes, comme Julien Offray de La Mettrie et Denis Diderot, qui considèrent que puisque l'Homme n'est pas libre de ses actions (qui lui sont dictées par son environnement, sa constitution physique ou encore ses sensations), le seul aspect qui prévaut dans la peine capitale est la protection de la société. À ce sujet, Diderot est plutôt clair : « Le malfaisant est un Homme qu'il faut détruire et non punir ». Montesquieu quant à lui insiste sur la proportionnalité des peines.
Thomas Hobbes considère que le contrat social existe pour assurer l'ordre dans la société, garantissant ainsi sa conservation dans le temps. En rompant ce contrat, le criminel menace la société, cette dernière est donc en droit de se protéger en condamnant à mort le coupable. John Locke insiste sur l'aspect dissuasif en écrivant que « dans l'état de la nature tout Homme a le pouvoir de tuer un assassin afin de détourner les autres de causer un dommage semblable ».
La sûreté de l'État prime, par le respect du contrat social : la peine de mort est donc justifiée, y compris chez Kant, qui critique les thèses de Beccaria et la « sensiblerie sympathisante d'une humanité affectée », ainsi que le raisonnement qui fonde « l'illégitimité de la peine de mort sur le fait qu'elle ne peut être contenue dans le contrat social » : pour lui, « tout cela n'est que sophisme et chicane ».

### Remise en question

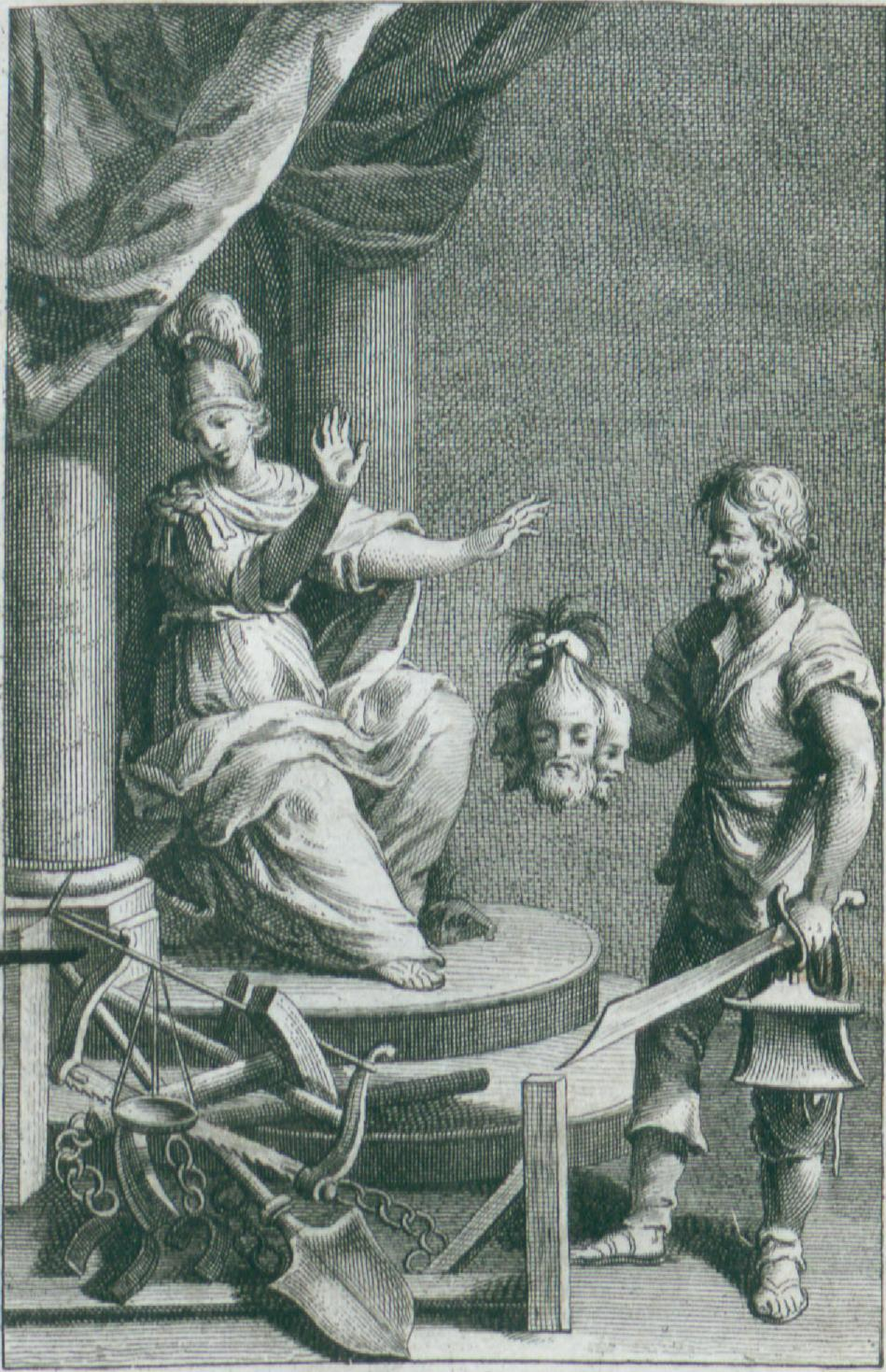
Cesare Beccaria, Dei delitti e delle pene

#### Sources du mouvement abolitionniste

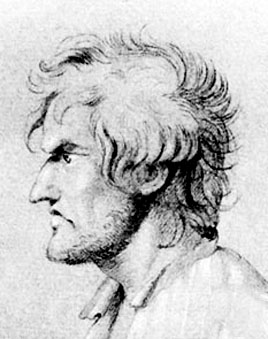
Portrait de Robert-François Damiens, régicide (1757).

Selon certaines sources, le mouvement abolitionniste a été créé en 1757 à Paris, en raison de la cruauté de la torture que subit Robert-François Damiens avant son exécution pour l'agression contre Louis XV.
La véritable naissance du mouvement abolitionniste coïncide avec la publication de l'œuvre de Cesare Beccaria qui, dans Des délits et des peines (1764), tend à contester l'efficacité de la peine de mort. Suivant ses conseils, le grand-duc Léopold Ier de Toscane (futur empereur romain germanique sous le nom de Léopold II) abolit la peine de mort en Toscane, le 30 novembre 1786 ; c'est une première pour un État souverain,. Beccaria n'est pas seul, mais il est le premier à exprimer clairement cette opinion. Voltaire, par exemple, le soutient, mais les gouvernements sont longs à convaincre, ce qui fait dire à André Dumas et Michel Taube que « la peine de mort est une loi commune jusqu'au XIXe siècle ».
Avant même l'expansion de l'abolition réelle, on assiste à une progressive disparition de la sanction capitale succédant à une désuétude pratique de son application. Les crimes susceptibles d'entraîner la peine de mort constituent une liste de plus en plus restreinte. En 1829, la publication du livre de Victor Hugo Le Dernier Jour d'un condamné relance le débat. L'abolition de la peine de mort est débattue, puis rejetée par les parlementaires français qui discutent régulièrement de la question depuis 1791, mais ne mettent jamais l'abolition en pratique.

#### Diffusion de l'abolition
Selon le dalaï-lama, la peine de mort avait été strictement interdite au Tibet, dès le VIIe siècle sous le règne du roi Songtsen Gampo, qui promulgua un code légal des seize vertus morales inspiré des règles de conduites bouddhistes.
Le premier pays du monde qui abolit la peine de mort est le grand-duché de Toscane en 1786,. Il est suivi par le royaume de Tahiti, en 1824, quand son assemblée législative abolit cette peine, commuée en bannissement. Au XIXe siècle, plusieurs souverains d'Afrique australe à l'instar d'Hintsa kaKhawuta (en) souverain des Xhosa, Moshoeshoe Ier des Sotho et Montshiwa de la tribu Rolong (en) sont connus pour leur répugnance à l'égard de la peine capitale, tandis que l'absence de celle-ci chez les Zoulous irrite le gouverneur général britannique du Natal, Theophilus Shepstone. En outre, en cas de meurtre, plusieurs peuples africains comme les Luo ou Shona, et peut-être les AmaXosa, estiment que la perte d'une seconde vie est inutile et privilégient des formes de compensations comme la cession à la famille de la victime d'une femme nubile issue de la famille du coupable afin qu'elle porte une nouvelle progéniture.

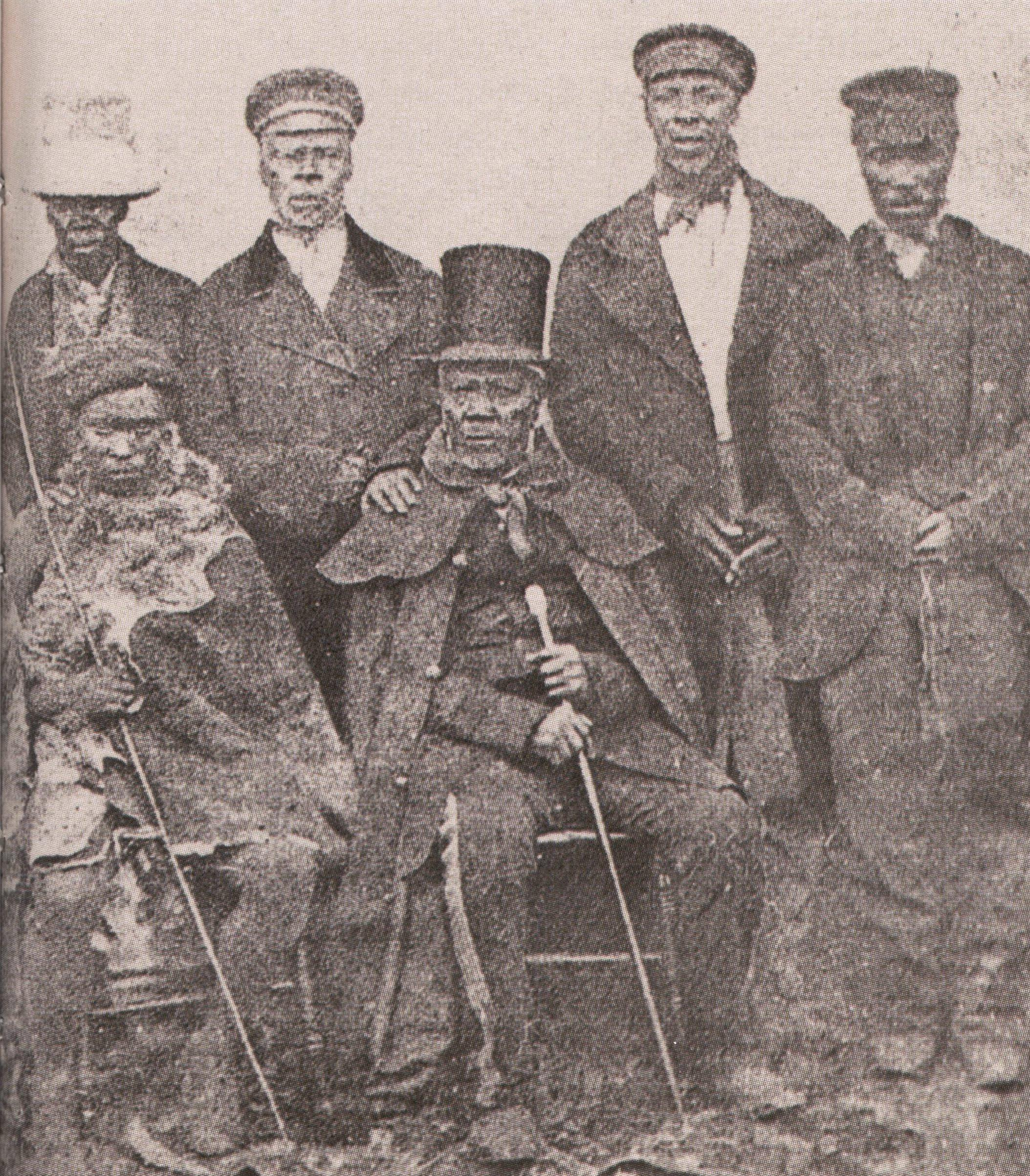
Le roi Moshoeshoe Ier entouré de ses ministres.

En 1863, le Venezuela l'abolit pour tous les crimes, avec le décret de Garanties et l'inscrit dans la Constitution de 1864. La république de Saint-Marin abolit la peine de mort pour tous les crimes en 1865, après l'avoir abolie pour les crimes de droit commun en 1843. La dernière exécution remonte à 1468. Le Costa Rica l'abolit pour tous les crimes en 1882, alors que les Pays-Bas l'avaient fait deux ans auparavant. Cependant, il faut attendre 1983 pour que le royaume ne procède à l'inscription dans sa Constitution de l'interdiction de son usage. Au Portugal, la peine de mort fut abolie en 1867 pour les droits communs et la dernière exécution date de 1849. Le Tibet du 13e dalaï-lama abolit la peine de mort en 1898. En 1948, l'article 3 de la déclaration universelle des droits de l'homme (ONU) énonce que tout individu a droit à la vie, notion qui peut être interprétée comme interdisant la peine de mort,.
En 1975, Amnesty International a intégré la revendication de l’abolition de la peine de mort dans son mandat.
Aux États-Unis, un moratoire sur les exécutions a débuté en 1967 puis s'est terminé en 1977, année où Gary Gilmore fut fusillé en Utah. Au Canada, la peine de mort est abolie officiellement depuis le 16 juillet 1976 pour tous les crimes, sauf certains commis par des militaires. L'abolition totale devint effective en 1998. Enfin, la Cour suprême a statué le 15 février 2001 qu'aucun accusé ne saurait être extradé à l'étranger sans que le Gouvernement n'obtienne des garanties que la peine de mort ne serait ni requise ni appliquée si cet accusé était extradé. En France, le vote de l'abolition date des 18 et 30 septembre 1981. La loi d'abolition a été promulguée le 9 octobre 1981, sous la présidence de François Mitterrand. Depuis le 19 février 2007, l'abolition de la peine de mort est inscrite dans la Constitution.
Avec l'abolition de la peine de mort, certaines méthodes d'exécution disparaissent complètement de la surface de la terre. En 1974 en Espagne, Salvador Puig i Antich est la dernière personne exécutée par strangulation, à l'aide d'un garrot. En 1977 à Marseille, Hamida Djandoubi est la dernière personne décapitée à l'aide d'une guillotine.
En 1983, le protocole numéro 6 de la Convention européenne des droits de l'homme interdit la peine de mort, mais en soulignant une exception en temps de guerre. Ce protocole a été signé et ratifié par tous les membres du Conseil de l'Europe, sauf par la Russie qui était membre de l'organisation de 1996 à son exclusion en 2022. En 2002, le protocole n° 13 à la Convention européenne des droits de l'homme l'interdit en toutes circonstances, y compris en temps de guerre, tous les membres l'ont actuellement signé et la quasi-totalité l'ont ratifié. En 1989, le second protocole additionnel du Pacte international relatif aux droits civils et politiques (ONU) abolit la peine de mort dans les états qui y adhèrent. Le pacte international dans son article 6 limitait déjà le recours à la peine de mort en 1966. Le second protocole permet l'application de la peine de mort en temps de guerre (uniquement si l'État partie a formulé une réserve au moment de sa ratification), mais il est le premier texte non régional à viser une abolition (même limitée) mais explicite.
Depuis 2003, une journée mondiale contre la peine de mort, le 10 octobre, a été instituée par la coalition mondiale contre la peine de mort et elle est officiellement soutenue par le Conseil de l'Europe et l'Union européenne.
En 2007, lors de sa première intervention officielle, Ban Ki-moon n’avait pas condamné l’exécution de Saddam Hussein. Il estimait alors que la question de la peine capitale restait du ressort de chacun des états membres de l’ONU. Des propos qui avaient provoqué un début de polémique, les Nations unies ayant toujours œuvré pour l’abolition de la peine de mort. La porte-parole du nouveau secrétaire général des Nations unies a précisé le lendemain qu’il était bien en faveur de l’abolition de la peine capitale.
À ce titre, l’Italie est à l’origine de la première déclaration appelant à l’abolition de la peine de mort et prévoyant un moratoire dans les pays où elle existe. En 2007 et 2008, cette résolution a été votée par l'assemblée générale des Nations unies, les mouvements abolitionnistes travaillant pour augmenter le nombre de votes en sa faveur. Le chef du gouvernement italien Romano Prodi avait à l'époque affiché une position sans ambigüité. Selon lui, « la peine de mort doit être abolie dans tous les pays et la politique italienne va dans ce sens ». Symbole de cette lutte… le Colisée. Ce monument mythique de Rome est illuminé la nuit à chaque fois qu’un pays a renoncé à la peine de mort ou décidé un moratoire sur les exécutions. La résolution a été renouvelée en 2014.

#### Rétablissement de la peine capitale

##### Aux États-Unis

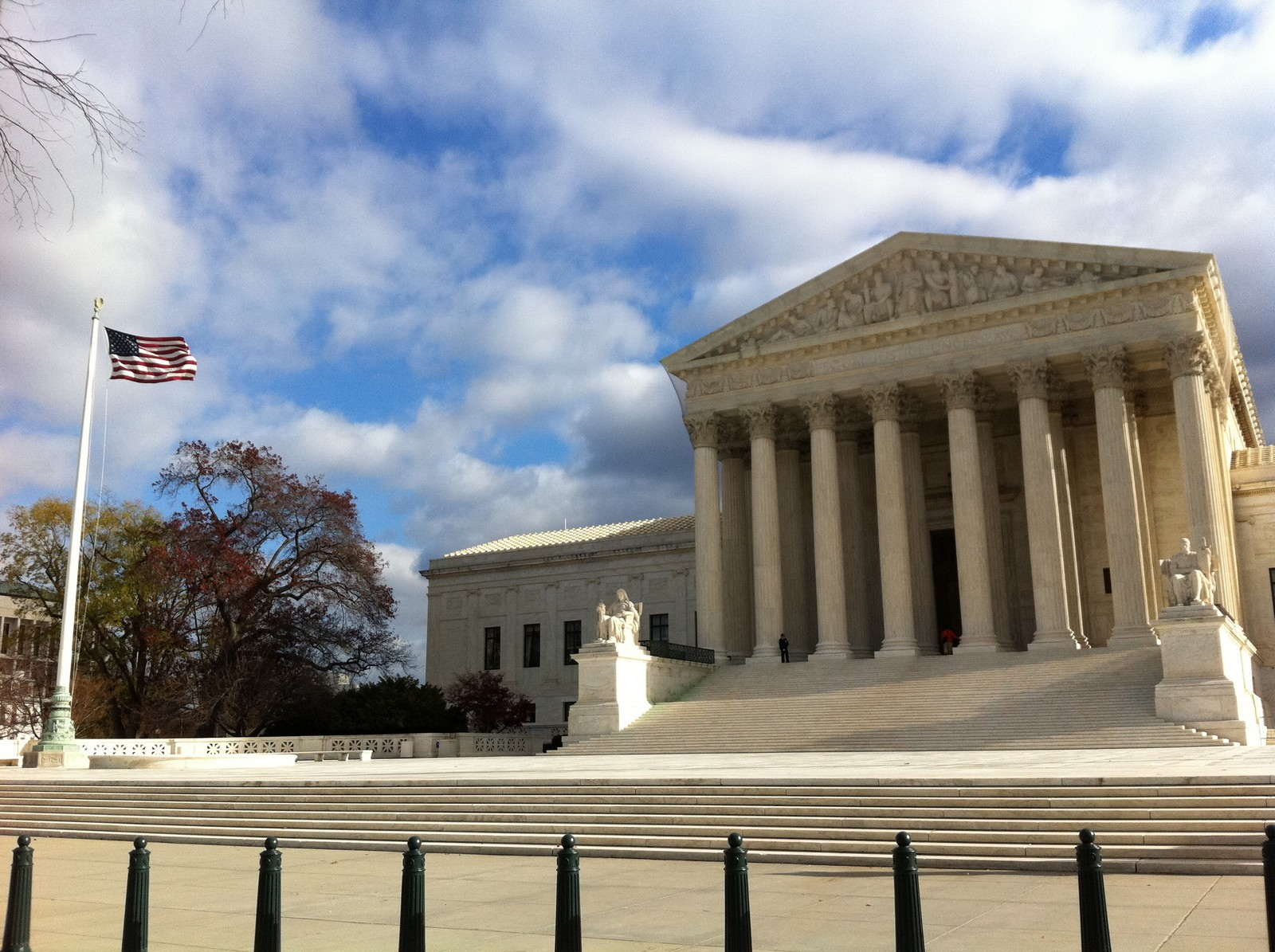
Le bâtiment de la Cour suprême des États-Unis.

Alors que les démocraties occidentales abolissent la peine de mort chacune à son tour, la Cour suprême des États-Unis semble mettre la fédération dans la tendance, en déclarant par cinq voix contre quatre dans l'arrêt Furman v. Georgia de 1972 que la peine de mort viole la constitution. Mais seuls deux juges concluent à l'interdiction inconditionnelle de la peine capitale en toutes circonstances. Les trois autres juges condamnent la sentence uniquement pour ce cas particulier. Les juges retiennent la façon arbitraire dont la peine a été prononcée.
Durant l'année suivant l'arrêt Furman, plus de la moitié des États fédérés révisent leur législation afin de redéfinir la procédure de la peine de mort, de telle sorte que la condamnation à mort puisse être constitutionnelle. Vers le milieu des années 1970, trente-quatre États se sont dotés de nouveaux statuts et plus de six cents prisonniers ont été condamnés à mort selon les nouvelles lois. Dans l'arrêt Gregg v. Georgia de 1976, la Cour déclare que la peine de mort est constitutionnelle mais doit respecter de nombreuses conditions auxquelles les autres peines ne sont pas soumises (possibilité obligatoire de prononcer une peine inférieure, etc.).
Il n'y eut aucune exécution pendant dix ans dans tout le pays (de 1967 à 1977). Plus de 1 200 condamnés ont été exécutés dans trente-quatre États différents depuis la fin de ce « moratoire ».
Plus récemment, la peine capitale a été rétablie par référendum dans le Nebraska en 2016, après avoir été abolie par les députés de cet État l'année précédente. De même, après un hiatus de onze ans, les exécutions ont repris dans l'Arkansas à partir du 20 avril 2017, avant que n'arrivent à péremption les stocks de midazolam, un anesthésiant permettant d'endormir les condamnés.

##### Autres exemples
Si le nombre des démocraties libérales appliquant la peine de mort est faible, nombreuses sont celles qui ont repris les exécutions après avoir cessé d'appliquer la sentence pendant une certaine période. Il est cependant rare que la peine de mort soit rétablie dans les textes après avoir été légalement abolie, bien que des tentatives aient parfois eu lieu.
En France, le président Armand Fallières avait mis en place un système de grâce automatique de 1906 à 1908, année où la chambre des députés refusa l'abolition de la peine de mort.
Aux Philippines, la peine de mort a été rétablie en 1994 et les exécutions ont également repris alors qu'il n'y en avait plus eu depuis les années 1970 (la peine de mort ayant finalement été ré-abolie en 2006 dans ce pays). En Papouasie-Nouvelle-Guinée, la peine de mort a été rétablie en 1991 alors qu'elle avait été abolie en 1970, mais aucune exécution n'est appliquée. Elle est à nouveau abolie en 2022. D'autres pays ont rétabli la peine de mort après l'avoir abolie, notamment en Afrique, mais ils n'ont, eux non plus, procédé à aucune exécution,. Au Tchad, après une abolition en 2014, la peine de mort a été rétablie en 2015 pour actes de terrorisme, et le pays a depuis fait exécuter dix membres de Boko Haram,.
Parmi les autres pays ayant connu chacun une, ou parfois plusieurs, périodes sans exécution d'une durée de quatre à vingt-cinq ans, on peut citer le Japon, Taïwan, l'Indonésie, l'Inde, la Thaïlande, le Botswana, Bahreïn, les Émirats arabes unis et le Guatemala. Dans ces pays, des condamnations à mort sont prononcées tous les ans et leur exécution est à la seule initiative du pouvoir exécutif, qui décide alors de rompre le moratoire. Plusieurs îles des Caraïbes connaissent aussi de longues périodes sans exécutions, ce qui peut s'expliquer par leur faible population.

## Application et modalités d'application

### Autres «morts légales»
Il convient de déterminer les limites de ce qui relève de la peine de mort de ce qui n'en relève pas. La peine de mort n'est ni l'euthanasie, ni l'eugénisme, ni la légitime défense, ni la mort civile. L'euthanasie est pleinement consentie par le malade, ou à défaut par ses proches. L'eugénisme, élimination d'individus jugés indésirables (handicapés physiques ou mentaux) n'est pas un châtiment résultant d'un crime. La légitime défense est une réponse immédiate à une menace importante encourue. La mort civile vise à considérer l'individu mort sur le plan du droit civil, ouvrir son héritage, tout en le gardant en vie.

### Crimes capitaux
D'après le droit international public, un crime capital doit être établi en raison des « crimes les plus graves » et dans le cadre d'une procédure respectueuse du droit des accusés. L'ONU interprète ces dispositions de façon active. D'un côté, elle cherche à limiter la peine de mort au seul cas du meurtre. Elle cherche surtout à faire disparaître les causes les plus graves de crimes capitaux : trafic de drogue, fraude fiscale, appartenance religieuse, viol. Cependant, certains pays refusent les recommandations de l'ONU.

#### Crimes contre l'humanité

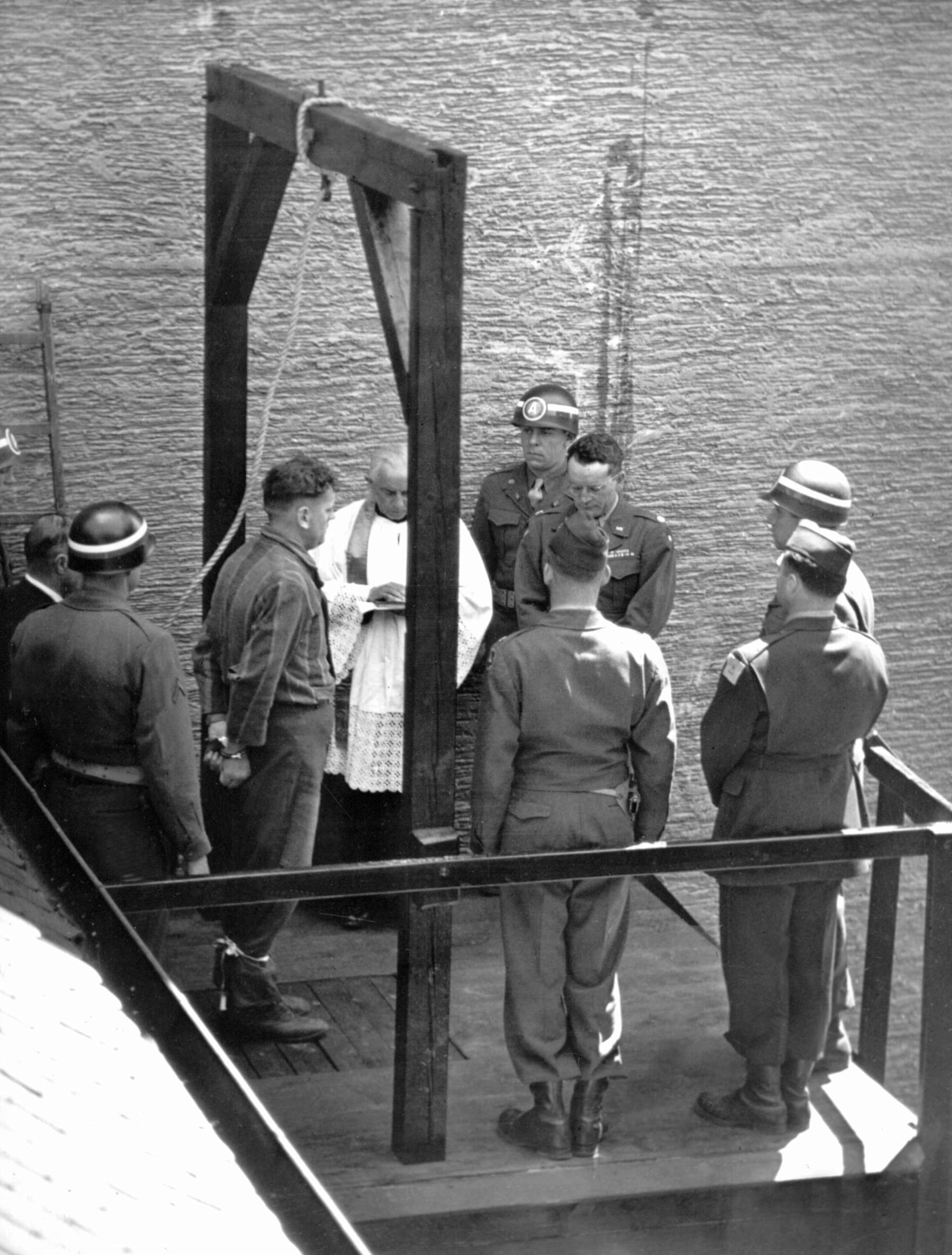
Exécution d'un criminel de guerre en Allemagne en 1946. Les autorités d'occupation considéraient que les nazis ne méritaient pas l'honneur du peloton d'exécution. Le prêtre est Karl Morgenschweis.

Le concept de crime contre l’humanité est un concept ancien, mais il apparaît pour la première fois en tant que notion proprement juridique en 1945 dans le statut du Tribunal militaire de Nuremberg, établi par la Charte de Londres. À l’époque, les quatre pays accusateurs (États-Unis, URSS, France et Royaume-Uni) appliquaient chacun la peine de mort, et l’Allemagne l’a abolie en 1949, après la fin des derniers jugements de criminels de guerre. Le Tribunal de Tokyo a également fait usage de la peine de mort contre les criminels de guerre japonais durant la même période. Mais les tribunaux internationaux établis pour des faits commis après la Seconde Guerre mondiale ont renoncé à l’application du châtiment ultime, le premier étant le Tribunal pénal international pour l'ex-Yougoslavie institué en 1993. Des années 1940 à 1993, la peine de mort a perdu beaucoup de terrain sur le plan international. Certains pays invoquent ce fait pour refuser d’adhérer au statut de la Cour pénale internationale, même si ce n’est pas la raison principale. Par ailleurs, d'autres pays comme le Rwanda ont été forcés d'abolir la peine de mort pour accueillir ces tribunaux et pour que les pays abolitionnistes acceptent l’extradition des criminels de guerre présumés.

États membres à la Cour pénale internationale au 21 juillet 2009. Les pays en orange ont signé le traité mais ne l'ont pas ratifié.

Néanmoins, les crimes contre l’humanité n’ont pas vocation à être jugés uniquement par des juridictions internationales, en témoigne le fait que nombre de codes pénaux, dont le code pénal français, prévoient le génocide et les crimes contre l’humanité comme des infractions à part, notamment pour leur caractère imprescriptible. Parmi ces pays, ceux pour qui la peine de mort est en vigueur, l'appliquent dans le cas de crime contre l’humanité. Après les années 1940, les exécutions de criminels contre l’humanité sont devenues un fait exceptionnel. L’État d’Israël a aboli la peine de mort en 1954, sauf pour certains crimes comme le génocide. En 1962 a eu lieu la seule exécution prononcée par un tribunal depuis cette abolition partielle, celle d’Adolf Eichmann, qui fut haut responsable nazi et responsable de la logistique de la solution finale. Il organisa notamment l'identification de ses victimes et leur déportation vers les camps de concentration.
En Irak, le Tribunal spécial irakien a été instauré pour juger des membres les plus importants du parti Baas irakien. Plusieurs criminels ont ainsi été condamnés à mort et pendus, comme Saddam Hussein et Ali Hassan al-Majid.
En Arabie saoudite, 81 personnes ont été exécutées en mars 2022, plus grande exécution de masse en décennies. 73 étaient Saoudiens, 7 étaient Yémenis et 1 était syrien. Selon la déclaration officielle, ils auraient été condamnés à de nombreuses accusations criminelles, inclus le meurtre d'hommes innocents, de femmes et d'enfants. Les organisations de défense des droits de l'homme ont accusé le gouvernement saoudien de promulguer une législation restrictive qui limitent la parole religieuse et les croyances politiques, ainsi que de critiquer la demande de la peine de mort. Cependant, l'Arabie saoudite a réfuté des allégations de violations des droits de l'homme, affirmant que ses lois défendent sa sécurité nationale,.

#### Homicide volontaire

##### Aux États-Unis
Aux États-Unis, chaque État prévoit dans sa loi une liste de circonstances aggravantes au meurtre rendant l'accusé passible de mort si au moins l'une d'entre elles est reconnue par le jury. Parmi les circonstances communes à tous les états disposant de la peine de mort, et les plus employées, citons : le meurtre commis au cours d'une autre infraction (viol ou vol en particulier), le meurtre de policier et le meurtre commis en échange d'argent (qui concerne tant le payeur que l'exécutant).
En 1980, la Cour suprême a jugé dans l'affaire Godfrey v. Georgia que chacune de ces circonstances aggravantes devait être suffisamment précise pour exclure l'arbitraire, interdisant de facto la peine de mort pour les « meurtres ordinaires ».

##### Dans les autres pays
Sur les 44 meurtriers exécutés de 2006 à 2012 au Japon, 39 ont tué au moins deux personnes. Contrairement au Japon, les condamnés exécutés pour de multiples meurtres aux États-Unis sont minoritaires. En Indonésie, toutes les personnes exécutées pour meurtre depuis la démocratisation du pays dans les années 1990 avaient au moins commis trois homicides, jusqu'en 2015 où six condamnés ont été exécutés pour des affaires liées au trafic de drogue. En Inde, la Cour suprême a déjà annulé une condamnation pour meurtre commis durant un enlèvement ou encore pour un double meurtre commis avec préméditation, estimant qu'ils n'entraient pas dans la catégorie des crimes pour lesquels la peine de mort devait s'appliquer,.
Dans la France des années 1970, des centaines de personnes comparaissent chaque année pour un homicide commis dans des circonstances le rendant passible de mort ; dans la pratique son application était réservée aux meurtriers coupables de crimes particulièrement sauvages. Bien que chacun des crimes dont ils ont été accusés n'ait concerné qu'une victime, les trois seuls condamnés à mort exécutés durant le septennat de Valéry Giscard d'Estaing (Christian Ranucci, Jérôme Carrein et Hamida Djandoubi) étaient aggravés, pour les deux premiers, d'accusations de sévices sur une fille en bas âge, et pour le dernier, de tortures accompagnées de viol et d'actes de barbarie sur une femme adulte. En Espagne, les sept dernières personnes exécutées avaient toutes été condamnées à mort pour le meurtre d'un policier, dans des affaires différentes.
Au Luxembourg, la peine de mort a été abolie en 1979,. Cependant, la dernière exécution a eu lieu en 1949.

##### Peine de mort automatique
La peine de mort automatique fut surtout employée au Royaume-Uni où tout meurtre entraînait une condamnation à mort, jusqu'en 1957, ainsi que plusieurs cas de meurtres aggravés, jusqu'à l'abolition définitive de la peine de mort en 1965[réf. incomplète]. Dans la pratique, le juge émettait une recommandation concernant la grâce que le ministre de l'Intérieur (The Home Secretary) respectait quasiment toujours. Le système des condamnations à mort automatiques est resté dans plusieurs pays anglo-saxons, notamment au Canada, jusqu'à l'abolition de la peine de mort dans ce pays. Le Royaume-Uni et le Canada conservent tous deux, aujourd'hui, des peines de prison à vie automatiques pour meurtre, la gravité du crime déterminant la durée de la période de sûreté. Singapour est l'un des derniers pays (avec notamment la Malaisie voisine) à conserver les peines de mort automatiques dont il fait un usage draconien. Elle est applicable à tout meurtre. Le président, usant de son droit de grâce, est alors la seule autorité pouvant empêcher l'exécution sans remettre en cause la culpabilité de l'accusé.

##### Charia
Selon la charia en vigueur en Iran ou encore au Soudan, le meurtre est un litige privé. Ainsi l'Iran distingue deux types de peines de mort : le châtiment pour meurtre (si l'accusé a au moins 15 ans) et la punition pour les autres crimes (à partir de 18 ans). Dans le cas du châtiment, les juges sont forcés de prononcer la peine de mort, et cette sentence doit être exécutée si la famille de la victime n'en a pas décidé autrement. Elle peut éventuellement le faire en échange d'une indemnisation de la part du condamné ou de ses proches. Si la famille de la victime décide de l'exécution dans le cas d'une femme tuée par un homme, elle devra verser une indemnisation à la famille du condamné, car selon les traditions islamiques, l'homme s'occupe financièrement de sa famille, et l'absence de revenu à la suite de sa mort doit être compensée,.

#### Crimes contre l'État

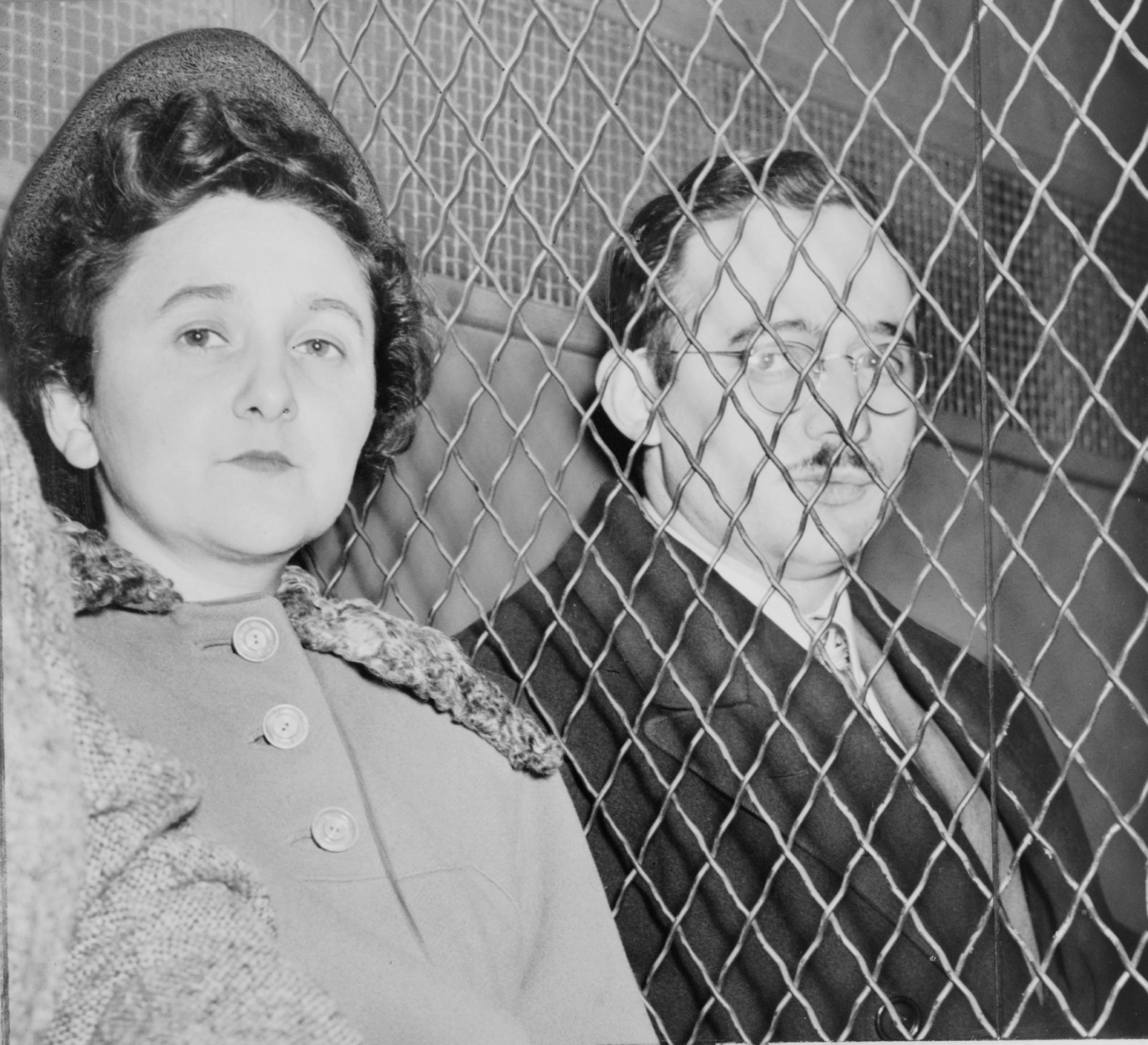
Ethel et Julius Rosenberg sont les seules personnes condamnées à mort puis exécutées pour espionnage dans le monde occidental depuis la fin de la Seconde Guerre mondiale.

Les crimes contre l'État sont divers ; si la peine de mort a essentiellement vocation de s'appliquer aux coupables de trahison ou d'espionnage (ex : dévoiler un secret nucléaire), le faux-monnayage, la corruption, ou encore la désertion, peuvent être prévus en tant que crimes capitaux. Dans de nombreux pays occidentaux tels que le Royaume-Uni, l'Italie, le Canada, ou encore l'Espagne, la peine de mort est restée bien qu'inutilisée dans les textes pour trahison ou crimes militaires jusque dans les années 1990, alors même qu'elle avait été abolie pour meurtre plusieurs décennies auparavant.
De tous les pays appliquant la peine de mort, presque tous prévoient dans leurs textes la peine de mort pour des crimes contre l'État. Ces lois sont rarement suivies de condamnation à mort, car un procès en espionnage (par exemple) attire souvent au pays espionné les foudres du pays espionnant sur la scène diplomatique, ce dernier affirmant n'avoir rien fait. L'application de la peine de mort peut alors avoir pour effet d'aggraver la situation. Dans les années 1950, Ethel et Julius Rosenberg ont été électrocutés pour le crime d'espionnage au profit de l'Union soviétique. Le couple fut longtemps montré en martyr de la cause communiste et comme des victimes symboliques du maccarthysme. Après la chute du mur de Berlin, les archives secrètes de la CIA dévoilèrent des preuves qui convainquirent les enfants des époux Rosenberg eux-mêmes, qui admettent que leur père avait effectivement donné aux Soviétiques des informations de caractère technique à usage militaire non atomique, mais avant 1945, alors que les États-Unis et l'URSS étaient alliés contre les Nazis, ce qui rend caduc le chef d'accusation de trahison et la responsabilité de la bombe A soviétique. Ils ont fait campagne auprès du Président Obama en 2016 pour faire réhabiliter leur mère Ethel contre qui la seule « preuve » était le témoignage de sa belle-sœur Ruth Greenglass et son frère David Greenglass qui a formellement reconnu avoir menti pour éviter la chaise électrique. De fait, la condamnation des époux Rosenberg relevait d'un chantage pour faire avouer à Julius son activité et le forcer à dénoncer des complices. C'était aussi un moyen de terrifier les militants et sympathisants communistes.
Parmi les pays qui sont connus pour effectivement mettre à exécution la peine de mort pour des crimes contre l'État, il y a la Corée du Nord qui exécute régulièrement des opposants politiques et la Chine. Le professeur Wo Weihan, accusé d'espionnage au profit de Taïwan, a été exécuté en novembre 2008, attirant ainsi les foudres de la communauté internationale sur le pays. En février 2011, la Chine a supprimé la peine de mort pour les crimes économiques non violents ; sauf la corruption, manifestement en raison de la forte demande populaire pour une répression impitoyable contre des membres corrompus du parti communiste.
L'Iran a essuyé des critiques pour avoir prononcé des condamnations à mort contre d'actifs participants aux protestations postélectorales iraniennes de 2009.

#### Autres crimes

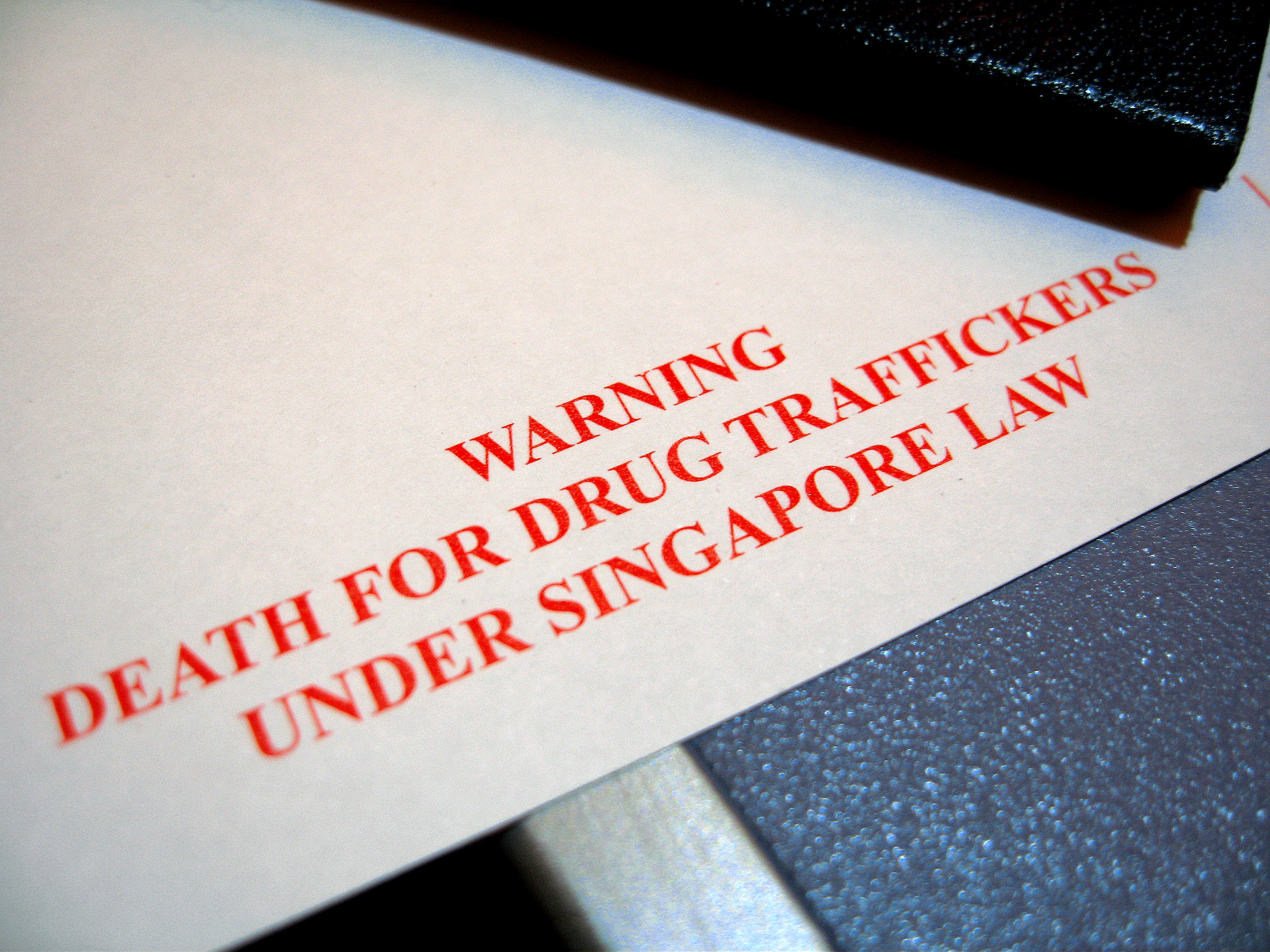
« Attention. Selon la loi de Singapour, les trafiquants de drogue seront condamnés à mort ». Ce genre de prospectus est distribué aux voyageurs arrivant à Singapour.

Les autres crimes qui peuvent entraîner une condamnation à mort, que ce soit sur le plan théorique ou pratique, sont divisibles en deux catégories principales : les crimes contre les personnes n'ayant pas entraîné la mort et le trafic de stupéfiants (ce dernier crime affectant tantôt les personnes, l'État et la paix publique).
En Iran, en Arabie saoudite, et en Chine, des exécutions pour certains crimes contre les personnes n'ayant pas entraîné la mort sont régulièrement pratiquées, pour viol ou enlèvement par exemple. Aux États-Unis, plusieurs États ont commencé à adopter des lois rendant passible de mort le viol d'un enfant par exemple, lorsqu'il est commis en état de récidive ou lorsque la victime est devenue handicapée, à la suite de ce crime. Deux condamnations à mort ont été prononcées en ce sens dans l'État de Louisiane. En juin 2008, la Cour suprême des États-Unis a jugé par 5 voix contre 4 que l'application de la peine de mort dans ces cas-là constituait une violation de la constitution (Kennedy v. Louisiana).
L'Inde et les États-Unis disposent de lois prévoyant théoriquement la peine de mort en cas de trafic de drogue, sans en faire aucun usage. Plusieurs pays asiatiques exécutent des trafiquants de drogue, l'Iran, l'Arabie saoudite et la Chine font usage massif de ces lois en vue d'inciter les trafiquants de drogue à aller vendre leurs produits dans d'autres pays. L'Indonésie est de son côté la seule démocratie libérale à appliquer la peine de mort aux trafiquants de drogue sous l'impulsion de l'ancienne présidente Megawati Sukarnoputri, en réaction aux plus de deux millions d'Indonésiens (sur une population de 212 millions d'habitants) qui sont considérés comme dépendants de la drogue, selon des statistiques de la police et d'ONG. L'application de la peine de mort aux trafiquants pose le problème de susciter des tensions avec le pays d'origine du criminel, car il s'agit souvent d'un étranger. Le Français Serge Atlaoui se trouve actuellement dans le couloir de la mort indonésien pour avoir participé à l'entretien de machines à ecstasy. À Singapour, de nombreuses polémiques sont intervenues dans ce pays à la suite de l'exécution d'étrangers pour trafic de drogue. L'application de la peine capitale y est obligatoire dans ce pays pour possession de drogue, à partir de 500 g de cannabis, de 30 g de cocaïne et de 15 g d'héroïne.
En 2009, la peine de mort était applicable dans cinq pays, pour le crime de sodomie, et dans au moins deux pays (l'Arabie saoudite et l'Iran) pour le crime d'adultère. En Arabie saoudite, tout acte de sodomie commis par un non-musulman avec un musulman est passible de la lapidation. En juin 2009, l'Iran a annoncé son intention de renoncer à inclure dans son projet de nouveau code pénal l'apostasie comme crime.

### Procédure pénale relative

#### Condamnation
Sauf dans les quelques pays où l'application de la peine de mort est automatique (ceux-ci étant l'Iran, Singapour ou encore la Malaisie), l'étape du procès est très importante, car c'est elle qui détermine si l'accusé doit être condamné à mort ou non. Dans trente États américains sur les trente-cinq qui l'appliquent, la condamnation à mort ne peut être prononcée que sur verdict d'un jury de douze personnes. Dans la plupart de ces États la perpétuité réelle est prononcée si le jury ne parvient pas à l'unanimité (c'est le cas au Texas et en Californie), et la peine de mort est donc alors exclue. Pour cette raison, la Cour suprême autorise la récusation de tout juré n'acceptant pas d'envisager tant la condamnation à mort que la condamnation à vie. Ce système a tout de même le mérite de filtrer les condamnations à mort, assurant ainsi que le condamné est bien un criminel sortant suffisamment du lot pour « mériter » d'être exécuté, mais il est relativement arbitraire du fait du tirage au sort des jurés et de l'obligation d'unanimité : des meurtriers pires que bien des condamnés à mort échappent au châtiment suprême du fait de ce système.
Les autres pays à appliquer la peine de mort étant essentiellement des pays de droits de tradition civiliste, ce sont les juges professionnels qui décident de la sentence, et à la majorité. En Chine, en Inde, en Indonésie et au Japon, cette décision est dévolue à un panel de trois magistrats. Dans certaines anciennes colonies britanniques ayant abandonné l'usage des condamnations à mort automatiques, comme le Botswana ou certaines îles des Caraïbes, un juge unique décide de la sentence. Dans ces pays où le meurtre est de surcroît passible de la peine de mort en toutes circonstances, l'usage veut que la jurisprudence et les réquisitions du parquet guident le tribunal dans sa décision.
Dans la France des années 1970, la peine de mort était prononcée lorsqu’au moins huit des douze membres de la cour d'assises avait répondu « non » à la question des circonstances atténuantes. Ainsi, trois voix seulement se seraient prononcées pour les circonstances atténuantes dans l'affaire Ranucci, contre sept en ce qui concerne Patrick Henry. Au Japon depuis mai 2009 les tribunaux criminels ne se composent plus seulement de trois magistrats, mais aussi de six jurés populaires sur le modèle de la cour d'assises française. Mais les cours d'appel restent composées uniquement de magistrats professionnels.

#### Recours judiciaires

##### Sur le fond
Un appel sur le fond consiste à juger à nouveau l'accusé selon les mêmes modalités que lors de la condamnation, celui-ci espérant alors obtenir une peine moins sévère. Un tel appel n'est autorisé qu'à une seule reprise et uniquement dans les pays de droit civil (il est par exemple exclu aux États-Unis). C'est que l'on appelle le double degré de juridiction. Lorsque l'accusé n'a pas été condamné à mort en premier ressort, un tel appel peut s'avérer tout à fait périlleux, car il est possible de voir la peine aggravée en appel ; le parquet peut d'ailleurs également faire appel d'une décision de premier ressort s'il estime que la sentence d'emprisonnement à vie ne satisfait pas les intérêts de la société. Il existe des cas connus de re-jugement en appel suivis d'une aggravation en condamnation à mort pour cause de laxisme de la part des tribunaux inférieurs en Chine, au Japon ou encore en Indonésie,,.

##### Sur la forme
Un recours sur la forme n'implique pas pour les magistrats de juger si un accusé mérite ou non la peine de mort. Il s'agit d'examiner le respect de normes légales ou constitutionnelles, pouvant éventuellement entraîner un nouveau procès ou une annulation de la condamnation. Souvent un tel recours pourra être accordé au motif d'une mauvaise assistance lors du procès, d'un irrespect de la procédure.
Les pays de droits civils ne prévoient généralement qu'un recours de forme devant la juridiction suprême du pays : en France, le pourvoi en cassation était le seul recours judiciaire auquel un condamné à mort pouvait prétendre. Le système de "common law" américain, de surcroît fédéral, inclut de très nombreux recours de ce genre, tels que les Habeas Corpus ou encore les post-conviction relief. Le premier de ces recours (the direct appeal) est formulé automatiquement et indépendamment de la volonté du condamné, généralement devant la cour suprême de l'État.
Dans les pays où les critères d'application de la peine de mort sont soumis à la jurisprudence, un recours de forme peut indirectement se transformer en recours sur le fond, la Cour suprême annulant une condamnation à mort qu'elle juge trop sévère, ou, plus rarement, une condamnation à perpétuité qu'elle juge trop clémente.

#### Rôle du pouvoir exécutif
Contrairement à ce qui prévaut pour l'application de la peine d'incarcération à perpétuité, le pouvoir exécutif ne saurait être étranger à celle de la peine de mort, même s'il s'agit d'une sanction judiciaire, ne serait-ce que parce qu'il contrôle le ministère public et que les tribunaux ne prononcent pas de condamnation à mort qui n'aurait été requise par le parquet, sauf dans le cas de condamnation automatique.
Mais surtout, une fois le processus judiciaire épuisé, le pouvoir de grâce en vigueur dans tous les pays joue un rôle de dernier rempart : soit l'exécution ne peut avoir lieu que si la commutation a été préalablement refusée (exemple de la France ou du Japon), soit le détenteur du droit de grâce est tenu de statuer avant la date de l'exécution, soit il peut surseoir à l'exécution s'il souhaite prendre plus de temps pour sa décision (cas des gouverneurs américains). Au Royaume-Uni, tout condamné à mort étant gracié s'il n'avait été exécuté dans les quatre-vingt-dix jours suivant sa condamnation, le ministre de l'Intérieur (The Home Secretary) était donc contraint de prendre une décision rapidement.
Le fait de laisser une seule personne, détentrice du pouvoir exécutif, décider de la vie ou de la mort d'un condamné est souvent perçu comme arbitraire ; aussi, dans certains pays, cette autorité reçoit-elle l'avis d'un conseil de professionnels. En France le président de la République prenait sa décision après avis du conseil supérieur de la magistrature ; aux États-Unis, plus d'une vingtaine d'États prévoient, selon plusieurs variantes, que le gouverneur prenne sa décision sur avis contraignant ou non d'un bureau des grâces (Parole Board). Au Royaume-Uni, le ministre présidait ce que l'on appelait le hanging cabinet qui se composait de hauts-fonctionnaires délibérant avec lui. Au Japon, le ministre de la justice envisage de signer l'ordre d'exécution de la même manière, après l'avis d'administrateurs du ministère.
Une exception notable dans l'implication du pouvoir exécutif est la Chine. Ce pays condamnant à mort des milliers de personnes chaque année, le président ne pourrait examiner chaque dossier. L'exécution a donc lieu peu de temps après que la Cour populaire suprême chinoise ait confirmé la condamnation à mort, sa décision est ainsi considérée comme le dernier recours. Ce fait est cependant à relativiser, car, en Chine, il n'y a pas de réelle séparation des pouvoirs.

##### Réduction de la souffrance

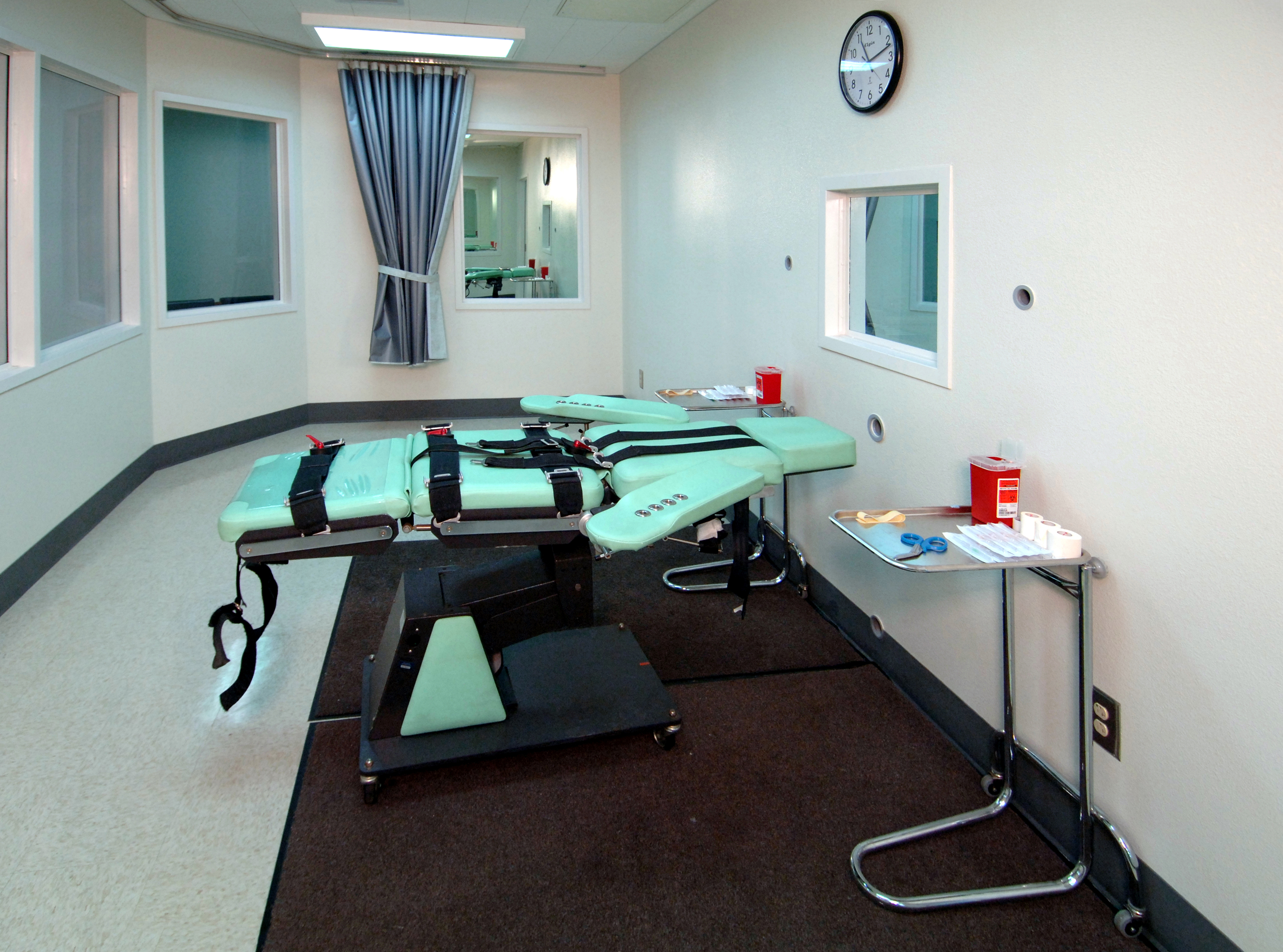
Salle d'exécution par injection létale, prison de Saint Quentin, États-Unis.

Ces méthodes sont utilisées en majorité. Il s'agit premièrement de l'injection létale où le thiopental sodique (ou un autre barbiturique) est utilisé pour faire perdre connaissance au condamné, de manière que celui-ci ne ressente aucune douleur à la suite de l'injection des deux autres produits suivants, destinés à paralyser les mouvements musculaires, puis à provoquer un arrêt cardiaque.
Ensuite viennent la pendaison et l'exécution par arme à feu, qui sont les deux méthodes les plus répandues dans les textes de loi ; en 2001, 73 pays prévoyaient l'exécution à l'arme à feu et 58 la pendaison. La mort par pendaison à forte chute provoque une rupture des cervicales, la mort est certes violente mais elle est instantanée. Cette méthode reste en vigueur au Japon, à Singapour ou encore en Inde.
L'injection létale est également très répandue : dans la mesure où elle est en vigueur dans toutes les provinces de la Chine, où ce pays procède à l'immense majorité des exécutions, il est probable qu'elle devienne, si elle ne l'est pas déjà, la méthode majeure sur l'ensemble de la planète. Selon les officiels de la Cour suprême, l'injection devrait à terme devenir la seule méthode appliquée en Chine. Adoptée aux États-Unis, elle est également en vigueur au Guatemala, à Taïwan, en Thaïlande et au Viêt Nam.
Depuis le mois de mars 2011, des citoyens de différents pays exercent des pressions auprès de la compagnie danoise Lundbeck afin qu'elle cesse d'approvisionner en pentobarbital les États américains qui pratiquent l'injection létale. Ces citoyens invoquent la complicité de cette entreprise dans la pratique inhumaine et cruelle que constitue la peine de mort.

##### Non réduction de la souffrance
Il s'agit de la lapidation, de la pendaison-strangulation (pratiquée en Iran), et de la décapitation au sabre (utilisée en Arabie saoudite). En juin 2008, l'Iran a annoncé son intention de remplacer la lapidation par la pendaison dans tous les cas où elle est encourue ; on ignore si l'annonce sera suivie d'effet.

##### En voie de disparition

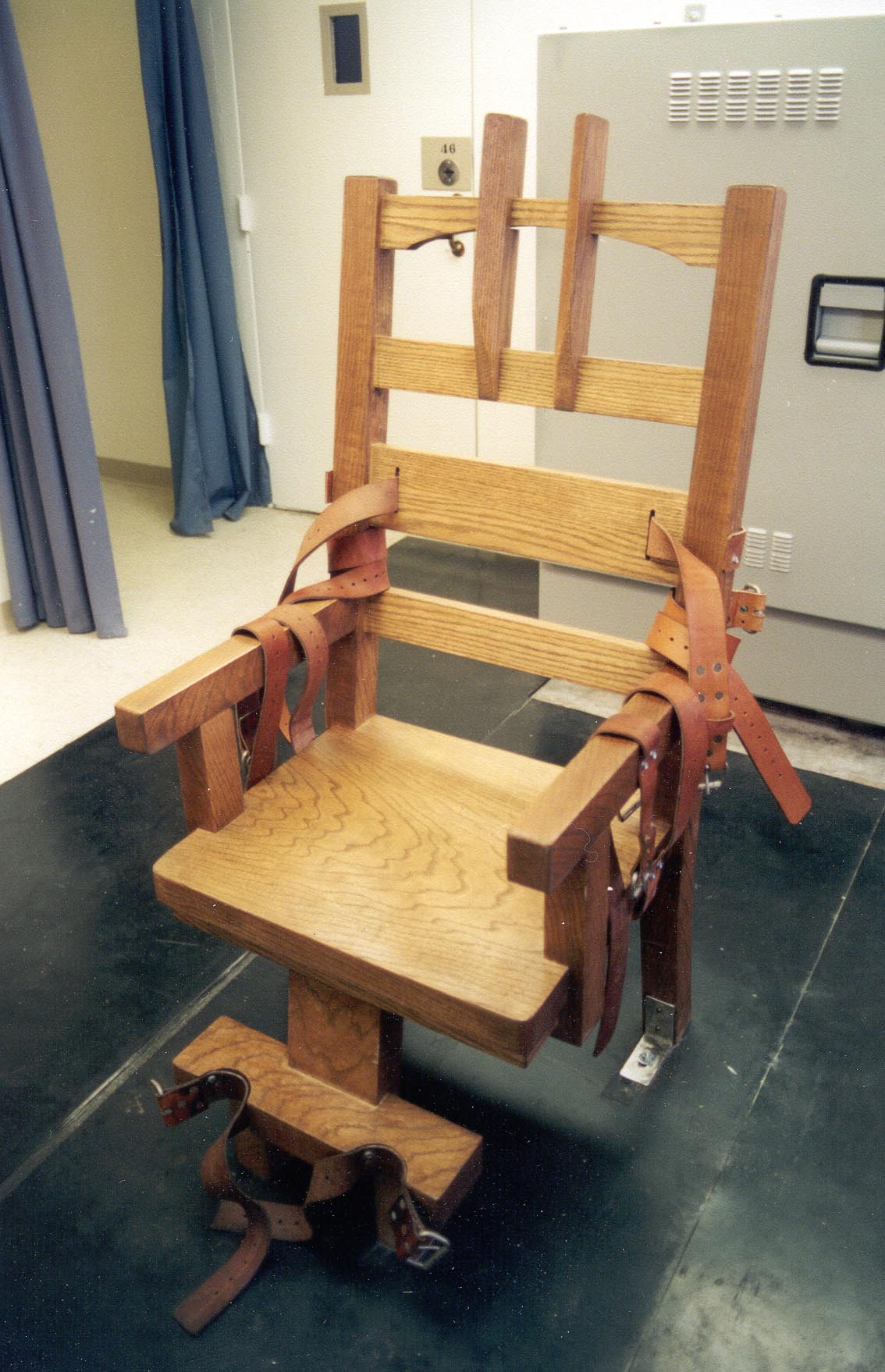
Chaise électrique construite en 1998 par le département de l'administration pénitentiaire de Floride.

La chaise électrique et la chambre à gaz restent en vigueur dans certains États américains, lorsque cela est exigé par le condamné, celui-ci voulant éviter l'injection létale. La chambre à gaz a ainsi été utilisée pour la dernière fois en 1999 ; une électrocution est recensée en moyenne, chaque année, aux États-Unis. Certains états des États-Unis utilisent encore cette méthode, tels que le Tennessee, la Virginie, la Caroline du Sud ou la Floride.

##### Nouvelle méthode
Le 25 janvier 2024 l’Alabama exécute Kenneth Eugene Smith avec une nouvelle méthode, l’inhalation forcée d’azote.

### Conditions d'application tenant au condamné

#### Mineurs au moment des faits

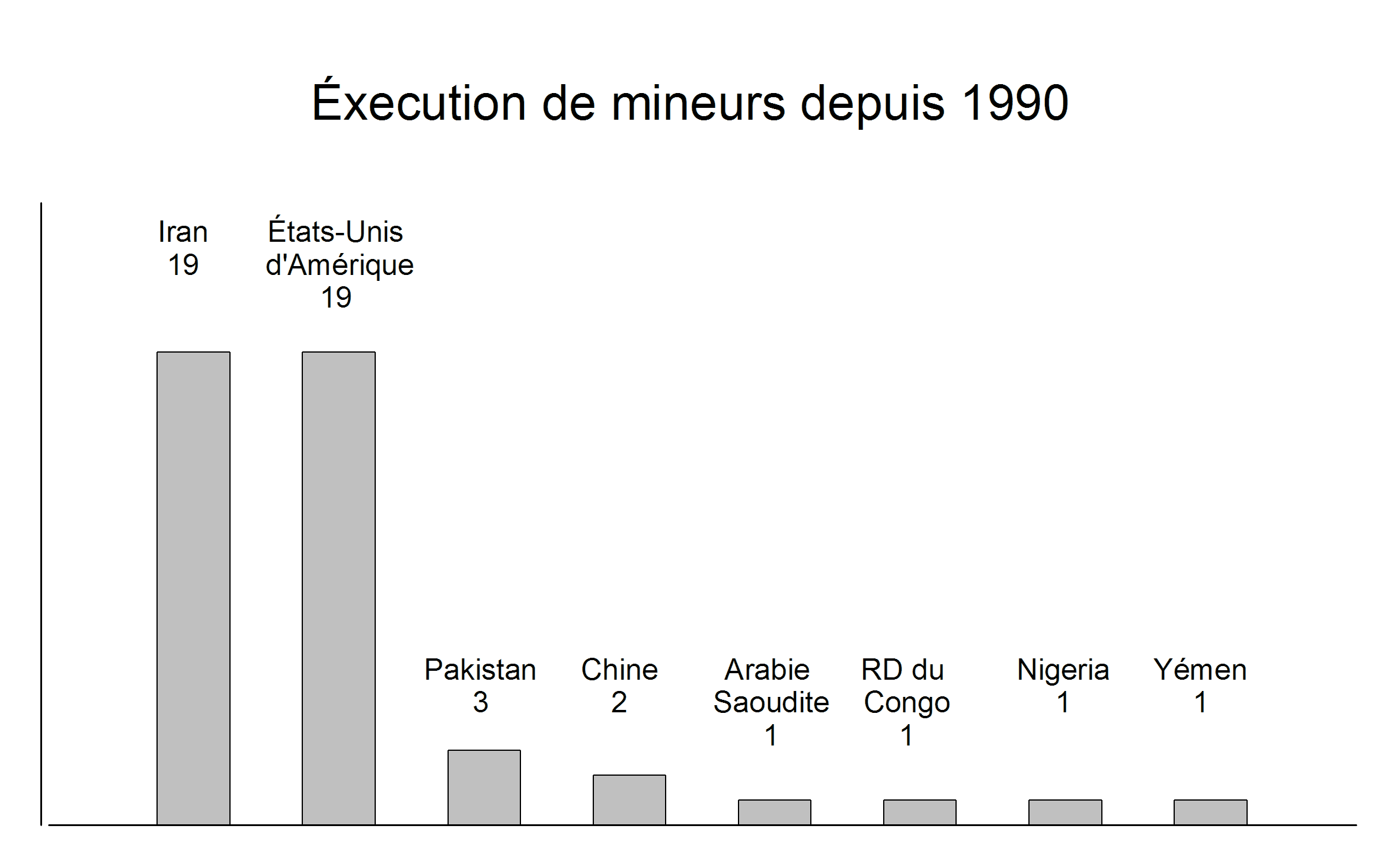
Exécutions de mineurs de 18 ans au moment des faits recensées par Amnesty International entre 1990 et 2002.

Depuis 1989, l'article 37 a) de la Convention relative aux droits de l'enfant adoptée dans le cadre de l'ONU interdit la peine de mort « pour les infractions commises par des personnes âgées de moins de dix-huit ans ». L'interdiction de la sentence de mort pour des personnes de moins de 18 ans au moment des faits était déjà inscrite notamment dans le Pacte international relatif aux droits civils et politiques en son article 6 §5 et dans la Convention américaine relative aux droits de l'homme en son article 4 §5. Elle le sera ensuite notamment dans la Charte africaine des droits et du bien-être de l'enfant en son article 5 §3.
La Convention relative aux droits de l'enfant est le traité relatif aux droits de l'homme le plus ratifié au monde avec 193 États parties, soit plus que les États membres de l'Organisation des Nations unies. Seuls les États-Unis et la Somalie l'ont signé mais pas encore ratifié.
Depuis 1990, au moins neuf pays ont exécuté des mineurs au moment des faits. Ce sont la république démocratique du Congo, la république populaire de Chine, l'Iran, le Nigeria, le Pakistan, l'Arabie saoudite, le Yémen, les États-Unis et le Soudan. Toutefois, l'Iran est le seul pays au monde où l'on sait que des mineurs au moment de leur crime ont été exécutés en 2008. En Iran, il a été décidé que la peine de mort ne serait appliquée contre un mineur au moment des faits qu'en cas de meurtre lorsque aucun arrangement n'a été trouvé avec la famille. La pratique veut que l'exécution n'ait lieu qu'une fois que le condamné a atteint la majorité.
La Cour suprême des États-Unis a supprimé en 2005 la peine de mort pour les moins de 18 ans au moment des faits (Roper v. Simmons), par cinq voix contre quatre. La cour a jugé que la peine de mort pour les « mineurs » (le seuil de 18 ans ne coïncide pas nécessairement avec la majorité légale aux États-Unis) était inconstitutionnelle en violant le VIIIe amendement de la Constitution qui interdit les châtiments cruels ou inhabituels.

#### Troubles mentaux
Il convient de distinguer l'aliénation du retard mental. L'aliéné mental est incapable de comprendre qu'il va être exécuté ou tout du moins d'en comprendre la signification (qu'il va l'être en vertu d'un crime qu'on l'accuse d'avoir commis).
Le retard mental est simplement le fait d'avoir des capacités intellectuelles très faibles par rapport à la moyenne. De façon générale il est admis qu'il est beaucoup plus grave d'exécuter un aliéné mental, l'ONU l'a recommandé 4 ans avant le retard mental et la Cour suprême des États-Unis l'a jugé 16 ans avant (Ford v. Wainwright en 1986 pour les aliénés mentaux, Atkins v. Virginia en 2002 pour les retardés mentaux).
Le fait qu'un aliéné ne peut être exécuté est un principe admis par la plupart des pays. En revanche la question est plus problématique concernant les personnes qui ne sombrent dans la folie qu'occasionnellement mais qui reprennent leurs esprits à d'autres moments. Alors on exigera qu'il soit conscient spécifiquement au moment de l'exécution. Les organisations internationales recommandent au contraire qu'une personne dans une telle situation soit purement et simplement graciée.
Le problème du retard mental est que c'est une notion subjective, il peut se mesurer au quotient intellectuel (une limite serait de 70 de QI) ou à la capacité de l'accusé à accéder à un emploi (même s'il est en dessous de cette limite). De ce fait, les organisations de défense des droits de l'homme affirment que les exécutions de personnes retardées continuent aux États-Unis, bien qu'elles soient interdites par la Constitution et les lois de nombreux États. Dans les autres pays, les normes légales et constitutionnelles en la matière sont quasi inexistantes.
Les autorités étaient particulièrement attentives à la question des affections mentales au Royaume-Uni lorsque la peine de mort y existait, chaque condamné à mort étant examiné par un panel de trois psychiatres avant son exécution potentielle. C'est ainsi que John Straffen, ayant commis un meurtre alors qu'il était déjà enfermé dans un hôpital psychiatrique à la suite du meurtre de deux fillettes, fut gracié en 1952. En 1955, Ruth Ellis qui avait assassiné son petit ami quelques jours après une violente dispute, fut pendue : de son propre aveu et de l'avis des trois experts, elle avait parfaitement conscience de ce qu'elle faisait.

#### Personnes de sexe féminin
Quelques pays tels que le Guatemala, la Russie ou la Biélorussie interdisent l'usage de la peine de mort contre toute femme. Seuls la Chine, l'Iran, la Jordanie, l'Arabie saoudite, Singapour, le Viêt Nam, les États-Unis et l'Indonésie exécutent régulièrement des personnes de sexe féminin sans aucune différenciation sexuelle apparente. Les femmes ne représentent guère plus d'un pour cent des exécutions mondiales et des condamnations à mort, les circonstances sont souvent jugées inappropriées pour l'application de la peine de mort. Aux États-Unis, les femmes représentent près de 50 des plus de 3 300 condamnés à mort du pays et 12 des plus 1 200 personnes à avoir été exécutées depuis 1976,.
Presque toujours, une disposition législative prévoit qu'une femme enceinte ne peut être exécutée, comme le droit international d'ailleurs. Soit sa peine sera commuée (solution prévue en Chine, anciennement en Grande-Bretagne), soit elle pourra théoriquement être exécutée après la grossesse (solution plus fréquente, prévue aux États-Unis, au Japon, en Inde, et anciennement en France).

#### Personnes âgées
Certains États fixent un âge maximal au-delà duquel il n'est plus possible de mettre à exécution une condamnation à mort. Cet âge est de 60 ans au Guatemala, 65 en Russie et en Biélorussie et de 80 ans à Taïwan. En Irak, un âge de 70 ans est également en vigueur, ce qui précipita l'exécution de Saddam Hussein qui était âgé de 69 ans le jour de sa pendaison. Aux États-Unis aucune législature ni aucun tribunal n'a imposé d'âge maximal à l'application de la peine de mort. Les autorités travaillant d'arrache-pied pour obtenir l'exécution d'un criminel des années après sa condamnation, celles-ci sont indisposées à abandonner au dernier moment au motif de l'âge qu'a atteint l'accusé, d'autant que la méthode d'exécution par injection létale tend à moins interpeller sur l'âge des criminels concernés. Depuis 1976, neuf septuagénaires ont été exécutés aux États-Unis, dont deux étaient âgés de plus de 75 ans. Au Japon, où la criminalité des personnes âgées se développe fortement, les exécutions de sexagénaires ou de septuagénaires ne constituent pas une rareté.
En février 2011, une exemption pour les personnes de plus de 75 ans a également été adoptée en Chine, sauf en cas de meurtre « d'une cruauté exceptionnelle ».

### Droit international

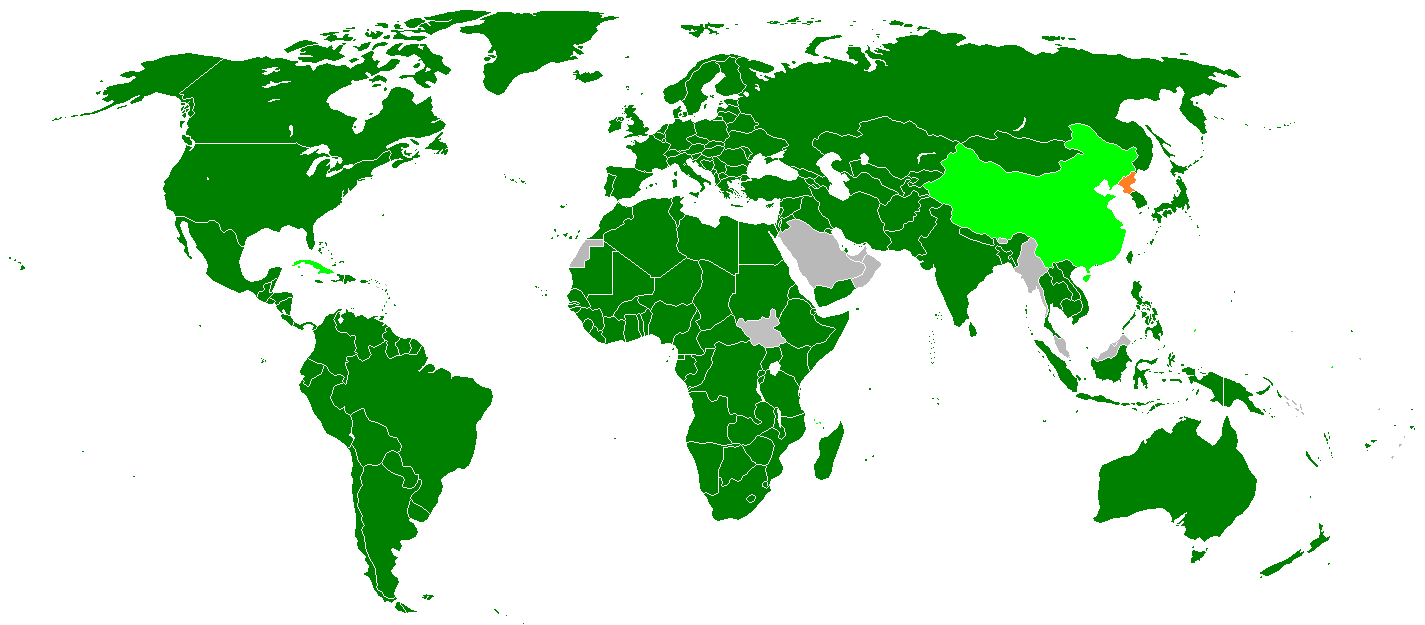
États ayant ratifié le Pacte international relatif aux droits civils et politiques.

Le Pacte international relatif aux droits civils et politiques reconnaît la peine de mort mais précise qu'« aucune disposition ne peut être invoquée pour retarder ou empêcher l'abolition de la peine capitale par un État partie au présent Pacte ». Les pays appliquant la peine de mort rappellent pourtant assez souvent que le pacte les autorise à employer la peine de mort. Ce pacte fixe seulement quatre conditions spécifiques à l'application de la peine de mort :
- ne pas être imposée contre les moins de 18 ans (au moment du crime) ;
- ne pas être exécutée contre une femme enceinte ;
- n'être prononcée que pour « les crimes les plus graves » ;
- qu'il y ait toujours une possibilité de commutation de peine.

Les organisations de défense de droits de l'homme invoquent cependant le pacte régulièrement contre les états appliquant la peine de mort en citant les articles prohibant les traitements inhumains ou encore le fait que le pacte n'autorise la peine de mort que « pour les crimes les plus graves », définition qui exclurait par exemple le trafic de drogue.
Une liste plus précise de ce que devrait entreprendre les pays appliquant la peine de mort a été dressée en 1984 par le Conseil économique et social de l'ONU, liste qu'il a complétée en 1989 :
- La peine de mort ne peut être appliquée que pour des crimes intentionnels ayant des conséquences fatales ou d'autres conséquences extrêmement graves ;
- Si la peine de mort est abolie ou son champ d'application restreint, les personnes condamnées à mort selon l'ancienne loi doivent avoir leur peine commuée ;
- La peine de mort ne doit pas être appliquée aux personnes âgées de moins de 18 ans au moment où elles commettent un crime ;
- Les femmes enceintes et les mères de jeunes enfants ne doivent pas être exécutées ;
- Les handicapés mentaux ou les personnes dont les capacités mentales sont extrêmement limitées doivent être exemptées de la peine de mort ;
- La peine de mort ne peut être exécutée que lorsque la culpabilité de la personne accusée d'un crime repose « sur des preuves claires et convaincantes ne laissant place à aucune autre interprétation des faits » ;
- Les garanties possibles pour assurer un procès équitable, en particulier l'assistance juridique, doivent être respectées. La protection apportée aux accusés de crimes capitaux sur ce point devra aller au-delà que celle apportée aux autres accusés ;
- L'appel d'une condamnation à mort doit être automatique ;
- Tant que le condamné n'a pas été exécuté, la grâce doit rester possible ;
- L'exécution ne pourra avoir lieu tant que le condamné est en instance d'appel ;
- Le minimum de souffrance possible doit être infligé lors de l'exécution ;
- Les personnes ayant dépassé un certain âge doivent être exemptées de la peine de mort ;
- Les autorités doivent coopérer avec les organismes compétents dans l'étude de la peine de mort dans leur pays.

Mais les résolutions du Conseil économique et social ne sont pas plus contraignantes que la résolution de l'assemblée générale appelant à l'abolition pure et simple de la peine de mort.

## Débat contemporain

### Métaphysique
Bien qu'ils ne concernent pas l'intérêt général à proprement parler, les arguments métaphysiques n'en sont pas moins la première motivation de la plupart des partisans comme des opposants à la peine de mort.

#### Rétribution
La rétribution est un argument philosophique qui fut déjà avancé en son temps par Emmanuel Kant dans sa doctrine du Droit de la Métaphysique des mœurs. Certains partisans de la peine de mort le considèrent comme étant la première justification d'une exécution capitale.
La peine doit être pénible en proportion avec le mal que le criminel a délibérément causé pour des motifs souvent abjects (cupidité, satisfaction sexuelle…). Les crimes pour lesquels la peine de mort a vocation à s'appliquer sont si affreux qu'il serait injuste que le meurtrier puisse réintégrer la société ou même rester en vie en prison, alors que la victime se trouve six pieds sous terre. Ses proches en sont privés à jamais et la population est choquée par le crime, tous ont besoin que la justice les soulage. Dans la plupart des pays où la peine de mort est maintenue au XXIe siècle, elle n'est exécutée que dans des cas « monstrueux » comme les tueurs en série, les meurtres d'enfants ou encore les crimes où le coupable a fait terriblement souffrir sa victime avant de l'achever. On peut citer à plus forte raison les auteurs de massacres, comme les grands terroristes et les criminels contre l'humanité.
Les opposants à la peine de mort ne répondent pas tous de la même manière à cet argument. Si certains considèrent simplement que la perpétuité (réelle ou non) peut satisfaire l'objectif de rétribution même dans ces cas horribles, les plus radicaux considèrent que cet argument est seulement émotionnel et que la rétribution n'a aucune place dans la justice pénale moderne : elle ne vise, selon eux, qu'à satisfaire un certain désir de vengeance (désir jugé incompatible avec les principes de la justice).

#### Droits de l’homme
Le fondement philosophique de l'abolitionnisme est que la peine de mort viole les droits de l'homme. Le droit à la vie est incontestablement le plus fondamental de tous et ne peut être violé d'une façon aussi ostensible. La peine de mort constitue en plus un traitement inhumain : le moment de l'exécution est une torture psychologique, et aussi l'attente entre la condamnation et l'exécution même lorsque celle-ci ne dure « que » quelques semaines. Albert Camus a écrit dans le livre réflexions sur la peine capitale :

« [L'exécution capitale] est aussi différente, en son essence, de la privation de vie, que le camp de concentration l’est de la prison. […] Pour qu’il y ait équivalence, il faudrait que la peine de mort châtiât un criminel qui aurait averti sa victime de l’époque où il lui donnerait une mort horrible et qui, à partir de cet instant, l’aurait séquestrée à merci pendant des mois. Un tel monstre ne se rencontre pas dans le privé. »

Le tout cumulé fait de la peine de mort : « la négation absolue des droits humains, un meurtre commis par l'État, avec préméditation et de sang-froid » ou encore un « acte de barbarie ».
Face à cela, l'argumentation partisane de la peine de mort ne consiste pas tant à nier que la peine de mort supprime certains droits humains du criminel, mais que ces droits ont surtout une portée générale, et peuvent être retirés comme tout autre droit si cela est justifié. Les droits humains auraient simplement pour effet d'encadrer la peine de mort en tant que processus légal, le condamné ne conservant que certains droits plus basiques (droit à un procès équitable, de ne pas être torturé…).

### Utilité

#### Effet dissuasif sur le crime
La plupart des partisans de la peine de mort invoquent le fait que, dans la mesure où la mort est plus effrayante que tout autre peine, les criminels potentiels n’en sont que d’autant plus dissuadés de recourir au meurtre, en particulier pour commettre d’autres infractions comme le vol ou le viol. Ils s’appuient statistiquement sur le fait que le taux d'homicide aux États-Unis a baissé alors que les exécutions augmentaient.
Les abolitionnistes contestent en déclarant que rien ne prouve que ce soit la hausse des exécutions qui ait permis ce résultat plutôt que d'autres facteurs tels que la hausse du niveau de vie, le renforcement de la répression en général, un plus grand contrôle des armes à feu... Les abolitionnistes affirment que la peine de mort ne peut être dissuasive dans la mesure où les meurtriers soit préméditent leur crime pour échapper aux poursuites, soit ne réfléchissent pas aux conséquences de leurs actes. Ils s’appuient statistiquement sur le fait que les États américains (et les pays en général) à ne pas utiliser la peine de mort ont pour la plupart des taux d’homicides plus bas que ceux des autres pays.
Pour d'autres le fait que la peine de mort ne soit pas dissuasive s'explique par le fait qu'elle n'est appliquée que dans les pires cas, elle serait dissuasive si tout meurtrier n'avait effectivement aucune chance d'échapper à l'exécution, une option radicale qui favoriserait l'exécution d'innocents et sèmerait la misère humaine[style à revoir] dans les familles des condamnés.
Certains partisans de la peine de mort estiment que dans la mesure où la prévention des meurtres doit être une priorité du système judiciaire, mieux vaut appliquer la peine de mort à moins de n'être certain qu'elle n'empêche absolument aucun meurtre. C'est l'argumentation du prix Nobel d'économie Gary Becker, qui juge que la peine de mort serait pleinement justifiée même s'il fallait exécuter plusieurs meurtriers pour sauver une seule victime. De leur côté, les opposants de la peine de mort estiment qu'il s'agit d'une peine tellement critiquable qu'elle ne serait justifiée que si son caractère dissuasif était incontestable. C'était l'argument de Jean Jaurès à la tribune de l'Assemblée nationale.
Selon les sondages, la grande majorité des criminologues et même une majorité des gens pensent que la peine de mort ne décourage pas plus le meurtre que la prison à vie. Mais certaines études concluent tout de même que la peine de mort a un effet dissuasif.
Il n'existe cependant aucun consensus sur l'effet dissuasif de la peine de mort. Une méta-analyse portant sur 95 études, principalement aux États-Unis, publiée en 2008 dans le Journal of Criminal Justice (en) indique que 60 d'entre elles montrent un effet dissuasif de la peine de mort, tandis que 35 montrent au contraire une augmentation des homicides, c’est-à-dire un effet pervers de la peine de mort sur la criminalité. Les auteurs insistent sur le fait que les résultats divergent significativement selon la discipline de l’étude et son aire de recherche. Ainsi, si on a en moyenne un effet dissuasif, il vient du nombre important d’études dans le domaine économique avec des analyses économétriques qui montrent cet effet dissuasif, contrairement aux autres disciplines qui ne le montrent pas. En France, si le taux d'homicides a fortement baissé depuis l'abolition de la peine de mort, il est toutefois difficile d'établir un lien de causalité,.
Amnesty International indique qu'il " n’existe aucune preuve crédible que la peine de mort soit plus dissuasive qu’une peine d’emprisonnement. En fait, dans les pays qui ont interdit la peine de mort, les chiffres relatifs à la criminalité n’ont pas augmenté. Dans certains cas, ils ont même baissé. Au Canada, le nombre d’homicides en 2008 était inférieur de moitié à celui de 1976, lorsque la peine de mort y a été abolie. "

#### Moyen de pression sur les criminels
Un argument en faveur de la peine de mort principalement employé par les procureurs américains est son utilité dans le cadre du marchandage de peines. En effet la peine de mort est une menace dont les procureurs se servent contre les accusés pour les forcer à plaider coupable, à dévoiler l'identité de leurs complices ou encore l'emplacement des corps de leurs victimes. Ainsi le tueur en série Gary Ridgway, plaida coupable de 48 meurtres et accepta de coopérer avec la police pour permettre de retrouver les victimes disparues en échange d'une condamnation à la prison à vie. En Oregon, le procureur-adjoint Norm Frink déclare qu’alors même que son État n’exécute pas de condamné, les accusés acceptent régulièrement de plaider coupable en échange d’une condamnation à la prison à vie, même en sachant qu’ils resteront en prison jusqu'à leur mort naturelle.
Bien que le système de « plaider-coupable » n’existe pas dans la plupart des autres pays, l’argument de la menace ne s’éteint pas lorsqu’il s’agit d’obtenir la coopération du suspect. Patrick Henry et Christian Ranucci ont été accusés tous deux de meurtre d’enfant après enlèvement, mais Henry échappa à la guillotine. En partie grâce aux aveux et aux regrets exprimés lors de son procès par Patrick Henry, sa défense put se consacrer à plaider contre la peine de mort. À l'inverse, l'arrogance de Christian Ranucci à son procès lui a été très défavorable.
En Thaïlande, où le meurtre et le trafic de drogue sont tous deux punis de la peine de mort, il est d'usage de la prononcer essentiellement lorsque l'accusé est reconnu coupable après avoir prétendu être innocent durant toute la procédure. Un fait qui incite grandement les prévenus à avouer,,. En Chine, la loi permet qu'une personne puisse écoper d'une peine moins sévère lorsqu'elle a effectué une confession honnête du crime et a dédommagé les victimes à temps. Les criminels sont donc incités à avouer, mais aussi à indemniser les victimes.

#### Élimination de la récidive
L'idée de base est simple, un meurtrier est souvent une personne violente qui, une fois exécutée ne constitue plus un poids pour la société, elle n'est plus susceptible de commettre d'infractions de toutes sortes.
Mais les abolitionnistes invoquent le fait que la plupart des condamnés à l'emprisonnement à perpétuité (ce qui signifie en France, un temps d'épreuve de 18 ans conformément à l'article 729 du code de procédure pénale) ne récidivent pas une fois libérés et retrouvent une vie normale. Philippe Maurice a été condamné à mort en 1980 pour le meurtre de deux policiers. En mai 1981, sa condamnation à mort fut commuée en réclusion criminelle à perpétuité par le président François Mitterrand. Il est aujourd'hui libre et devenu docteur en histoire médiévale en prison.

### Vices

#### Irrévocabilité
La thématique de l'innocent exécuté est un des arguments centraux des abolitionnistes, qui considèrent l'exécution d'un innocent autant inévitable qu'inacceptable tant que la peine de mort n'est pas abolie. La justice est humaine… comme l'erreur, et comme l'erreur judiciaire. S'il est avéré qu'un condamné à perpétuité est innocent, on peut toujours réparer l'erreur, le libérer et l'indemniser, autrement dit lui permettre de réintégrer sa famille et la société. Ce n'est pas possible s'il a été exécuté.
Les partisans de la peine de mort affirment que le problème de l'innocence n'est pas très différent avec la peine de mort : on peut être emprisonné et n'avoir jamais son innocence reconnue (ou seulement après la mort), en ce cas l'erreur est moins grave mais elle n'est pas plus réparable.
Plus généralement, ils pointent la rareté de ces cas comme ne justifiant pas l'abolition totale de la peine de mort, mais seulement des mesures permettant d'éviter les erreurs judiciaires (recours juridiques, accès aux tests ADN…). En général, les garanties qui assortissent l'application de la peine de mort sont plus élevées que celles qui encadrent l'application des peines de prison à vie.

#### Arbitraire
Aux États-Unis, les personnes racisées sont criminalisées de manière discriminatoire, ce qui pose question quant aux biais arbitraires dans l'application de la peine de mort. Les abolitionnistes pointent aussi le fait que les personnes démunies sont surreprésentées dans les couloirs de la mort, ce qui s'expliquerait par la mauvaise qualité des avocats commis d'office. Mais le contre-argument est le même, une personne démunie a plus de chance de commettre, par exemple, un meurtre durant un vol ou durant un enlèvement dans le but d'obtenir une rançon. Ainsi un parlementaire afro-américain du Maryland favorable à la peine de mort car sa sœur avait été assassinée déclarait « La question est la suivante : Y a-t-il plus de gens de couleur dans le couloir de la mort parce que le système est raciste ou est-ce parce qu'ils commettent plus de crimes du fait de leur inégal accès à l'éducation et aux opportunités ? ».
Mais le système capital américain est relativement arbitraire du fait du tirage au sort des jurés et de l'obligation d'unanimité pour prononcer une condamnation à mort : des meurtriers pires que bien des condamnés à mort échappent au châtiment suprême du fait de ce système. À ce titre le système américain est parfois qualifié par ses détracteurs de « radar automatique qui ne flasherait que les voitures jaunes ». La grande majorité des condamnés à mort y sont coupables d'un seul meurtre, alors que des centaines de tueurs en série effectuent des peines de prison à vie dans tout le pays. En France, Robert Badinter déclarait dans son célèbre discours : « Le plus haut magistrat de France, M. Aydalot, au terme d'une longue carrière tout entière consacrée à la justice et, pour la plupart de son activité, au parquet, disait qu'à la mesure de sa hasardeuse application, la peine de mort lui était devenue, à lui magistrat, insupportable ».
Les critiques liées à l'aléatoire de la peine sont surtout présentes dans les pays où ce sont les jurés populaires qui décident de la vie ou de la mort. Dans les pays où ce sont les magistrats qui décident de la sentence, des critères assez précis généralement imposés par la jurisprudence de la juridiction suprême du pays sont alors appliqués, mais les partisans de la peine de mort sont alors privés de l'argument de la légitimité populaire du verdict.

#### Longue attente
Bien que le débat sur la peine de mort soit ancien et les arguments guère renouvelés, la question de la longue durée de l'attente dans le couloir de la mort est bien elle un élément nouveau. Même à l'époque où les démocraties européennes ont entrepris d'abolir la peine de mort, cet argument n'était pas valable : au Royaume-Uni, tout condamné à mort était automatiquement gracié s'il n'avait été exécuté dans un délai de 90 jours. En France, un condamné à mort n'était jamais exécuté plus de 1 an après sa condamnation, même en cas d'acceptation du pourvoi en cassation.
Cet argument n'est toujours pas valable aujourd'hui dans les pays comme la Chine où la peine de mort est rapidement mise à exécution. Cette longue durée d'incarcération précédant l'exécution (souvent un nombre d'années à deux chiffres) est apparue aux États-Unis du fait du long processus d'appel qui suit la condamnation à mort. En Inde, en Indonésie et au Japon, il est dû aux nombreux moratoires aux inspirations abolitionnistes ayant secoué ces pays, ainsi qu'à un faible taux d'exécution des condamnations en général. Dans ces pays, les autorités refusent de bloquer les exécutions au dernier moment aux motifs de la longueur de l'incarcération, de l'insistance des familles des victimes et du travail des procureurs pour que la justice suive son cours.
D'un point de vue objectif, la longue attente dans le couloir de la mort n'est souhaitée par personne, elle cause des dommages tant pour le condamné que pour la famille de la victime. Un arrêt de la Cour européenne des droits de l'homme (CEDH) de 1989 (Soering c. Royaume-Uni), juge que si le processus judiciaire de la Virginie aboutissant à la peine capitale est acceptable selon les standards démocratiques de justice, l'attente dans le couloir de la mort elle-même constitue un traitement inhumain et dégradant.
Si ce long temps d'attente peut en effet s'avérer un argument supplémentaire contre la peine de mort, lorsque l'objectif d'abolition n'est pas accessible la question est de savoir de quelle manière l'on peut endiguer ce phénomène tout en conservant la peine de mort. Une première solution consiste à commuer automatiquement les condamnations à mort au-delà d'une certaine durée, la deuxième consiste à limiter le processus d'appel. Les abolitionnistes sont les premiers à s'opposer à la deuxième solution craignant une hausse des exécutions. En avril 2009, le procureur général de l'Ohio critiquait lui aussi la trop longue durée du processus judiciaire dans les cas de condamnation à mort, mais juge que cela ne justifie pas l'abolition : « Les mêmes qui font tout pour ralentir le système judiciaire ne peuvent ensuite s'en plaindre. » a-t-il déclaré.
Dans plusieurs pays des Caraïbes comme la Jamaïque, la justice a décidé d'imposer une limitation de la durée dans le couloir de la mort à cinq ans. En Ouganda, cette durée a été fixée à trois ans. Une telle décision aux États-Unis aurait pour effet de tout simplement abolir la peine de mort. La Cour suprême des États-Unis ne s'est encore jamais penchée sur la question malgré l'insistance de certains de ses membres les plus progressistes. Au Japon et en Indonésie, la durée d'attente est très inégalitaire (allant de deux ans à plus de vingt ans), les condamnés à être exécutés étant choisis selon la gravité de leur crime plus que selon l'ancienneté de leur condamnation. Depuis ces dernières années où les exécutions se sont multipliées dans ces pays, il est donc bien question d'accélérer la machine judiciaire et de réduire la durée d'attente, mais pas d'accorder la clémence pour cette raison.

### Politique

#### Opinion publique comme argument politique
Dans les pays où la peine de mort est appliquée, elle est quasiment toujours soutenue par une très nette majorité de la population et, comme sur tout sujet politique, c'est très logiquement le parti en faveur de laquelle penche l'opinion publique qui s'appuie sur elle. L'opinion publique est alors mise en avant pour appeler les dirigeants politiques opposés à la peine de mort à mettre de côté leurs convictions, ce qu'ils font parfois, mais pour éviter des conséquences électorales néfastes, non empreints de la conviction qu'il faut s'en remettre au peuple. L'opinion publique est aussi un argument pour appeler les dirigeants à laisser le peuple trancher la question lors d'un référendum, solution en revanche rarement retenue.
Les abolitionnistes contestent le fait que l’on puisse accorder crédit à une opinion publique qu’ils jugent désinformée et éloignée du problème. Celle-ci aurait besoin d’être « éduquée » pour « être éclairée » et enfin devenir majoritairement contre la peine de mort comme en France où les médias ont diffusé des téléfilms ou des reportages prenant parti contre la peine de mort (comme L'Affaire Christian Ranucci : Le combat d'une mère diffusé sur TF1 en 2007, L’Abolition diffusé par France 2 en 2009), ou encore en Europe par le biais de la journée européenne contre la peine de mort ou de subventions au bénéfice des associations abolitionnistes.
La politiste Laurence Morel observe que dans les États américains, l'abolition de la peine de mort a souvent été refusée, ou la peine de mort réintroduite, par référendum ; cependant, « les États qui ont l'initiative populaire n'ont pas plus souvent la peine de mort que ceux qui ne l'ont pas. Et en Europe, les référendums sur cette question jusqu'ici produit des résultats plutôt abolitionnistes. […] Dans les pays qui disposent de l'initiative populaire, aucune tentative n'a jusqu'ici été menée pour réintroduire la peine de mort ».

#### Tendance internationale
Systématiquement après chaque événement important concernant la peine de mort (exécution, activité législative pour abolir ou rétablir…), l'Union européenne et diverses ONG comme Amnesty International interviennent médiatiquement pour rappeler leur engagement contre la peine de mort, le fait qu’il s’agisse d’une peine en recul voire marginale ou encore les résolutions de l’Assemblée générale de l'ONU qui appelant à un moratoire sur les exécutions en vue de l'abolition de la peine de mort, sont des arguments pour inciter les pays qui exécutent à suivre le chemin de l’abolition. Les pays qui appliquent la peine de mort sont alors mis à l'index, marginalisés…
Dans une note verbale, la plupart de ces pays ont rejeté cet argument en s’appuyant sur le fait que plusieurs dizaines de pays ont voté contre la résolution pour affirmer qu'« il n'y a pas de consensus international selon lequel la peine de mort devrait être abolie » et qu'« aucun camp n'a le droit d'imposer son point de vue à l'autre ». Lorsque cette résolution n'était encore qu'une proposition, le représentant de Singapour avait déclaré que « personne ne détient le monopole de la vérité ». Lorsque le Texas fut critiqué pour avoir mis en œuvre la 400e exécution depuis que cet état a rétabli la peine de mort, le gouverneur Rick Perry a répondu aux condamnations de l'Union Européenne : « Il y a deux cent trente ans, nos ancêtres ont combattu pour se libérer du joug d’un monarque européen et gagner la liberté et l’autodétermination. Les Texans ont décidé il y a longtemps que la peine de mort était un châtiment juste et approprié pour les crimes les plus horribles commis contre nos citoyens. Bien que nous respections nos amis en Europe, saluons leurs investissements dans notre État et apprécions leur intérêt pour nos lois, les Texans arrivent très bien à gouverner leur État »,.
La résolution de l’ONU n’a aucune valeur contraignante et il est difficile pour l’ONU de donner un réel intérêt aux pays concernés à se plier face à la pression diplomatique. Cependant, la Turquie a aboli la peine de mort dans l’espoir de devenir membre de l’Union européenne et le Rwanda pour permettre au Tribunal pénal international pour le Rwanda et aux pays opposés à la peine capitale de transférer au Rwanda les participants présumés au génocide de 1994 pour qu’ils y soient jugés. Les abolitionnistes militent depuis des années pour que le statut d’observateur des États-Unis et du Japon auprès du Conseil de l’Europe soit suspendu jusqu'à ce qu'ils aient aboli la peine de mort. La Biélorussie a depuis longtemps été refusée dans ledit Conseil en partie en raison du fait qu'elle applique la peine de mort.

##### Traités internationaux

Les pays en vert sont signataires du traité onuséen interdisant la peine de mort sauf en temps de guerre

L'argument de la tendance internationale est employé pour inciter les pays appliquant aujourd'hui la peine de mort à y renoncer. Cet argument a d'autant plus de poids dans certains pays ayant aboli la peine de mort car il revêt un aspect juridique : les pays en question ont parfois signé des traités dans lesquels ils s'engagent à ne pas rétablir la peine de mort. Le second protocole facultatif se rapportant au pacte des droits civils et politiques, traité de l'ONU qui interdit la peine de mort, ne contient pas de clause de retrait. Si le pays en question s'aventure quand même à rétablir la peine de mort, alors celui-ci serait considéré comme un État-voyou.
Mais cet argument semble se heurter au même problème que celui de la tendance internationale, la sanction pour le pays en question ne pourra être que morale ou symbolique : il n'y aura pas de guerre ni même de sanctions internationales (embargo commercial par exemple) pour empêcher des exécutions capitales. D'autant que les partisans de la peine de mort dans ces pays (le Front national en France par exemple) souhaitent effectuer ce rétablissement par référendum,.

## Enjeux de l'abolitionnisme

### Influence de l'opinion publique sur les décisions politiques
L'objectif des organisations de défense de droits de l'homme est de convaincre les hommes politiques qu'ils peuvent moralement et sans risque pour leur carrière se prononcer pour l'abolition de la peine de mort malgré la majorité de l'opinion publique. Ils s'appuient par exemple sur le fait que François Mitterrand fut élu président de la République en 1981 après avoir explicitement déclaré qu'il abolirait la peine de mort, alors que près de 6 Français sur 10 souhaitaient son maintien. Mais il existe des contre-exemples. En 1988, la campagne présidentielle aux États-Unis opposa George H. W. Bush à Michael Dukakis. Lors d'un des débats télévisés, le présentateur Bernard Shaw demande aux deux candidats quelle serait leur position sur la peine de mort concernant un assassin éventuel de leur femme. Dukakis réaffirme alors son opposition à la peine de mort, contrastant avec un Bush plus émouvant et en phase avec l'opinion majoritaire. La cote de Dukakis baissa de 49 % à 42 % à la suite de ce débat, Dukakis ne rattrapa jamais son retard et perdit l'élection. Durant la campagne de 2008, Barack Obama ne prit pas le risque de se prononcer contre la peine de mort et désavoua même une décision de la cour suprême qui interdit son utilisation contre les violeurs pédophiles n'ayant pas donné la mort à leur victime. Cette différence entre les États-Unis et les pays européens s'explique par le fait que les politiciens américains sont assujettis à des mécanismes électoraux beaucoup plus contraignants (élections des représentants tous les deux ans, référendums d'initiative populaire, élection des procureurs et parfois même des juges…). À cela s'ajoute le fait que les républicains sont quasi unanimement pour la peine de mort et que les démocrates sont divisés ; en France, c'est le Parti socialiste qui était uni contre la peine de mort et la droite qui était divisée (Jacques Chirac et Philippe Séguin ont voté l'abolition de la peine de mort). Les républicains n'hésitent pas à attaquer leurs adversaires s'il se déclarent contre la peine de mort, tandis qu'en 1981 en France, Valéry Giscard d'Estaing n'évoqua guère le sujet, pas même lors du débat de l'entre-deux tours.
L'on remarque aussi que l'opinion publique n'influence pas les autorités uniquement dans les pays considérés comme des démocraties libérales. En témoigne l'application de la peine de mort en Chine dans les cas de corruption ou de fraude en quantité phénoménale (les manifestations de la place Tian'anmen sont à l'origine un rassemblement contre la corruption). En 2003, c'est à la suite de réactions populaires négatives que les procureurs chinois firent appel de la condamnation à mort assortie du sursis de Liu Yong, un chef mafieux ayant corrompu des dizaines de fonctionnaires pour couvrir ses activités illégales. La cour suprême l'a finalement condamné à mort sans sursis et il fut exécuté le jour même où cette décision a été rendue.

### Aspect religieux
Si l'aspect religieux sur des sujets tels que la peine de mort peut apparaître comme un moyen de détermination personnelle, il dépasse en réalité cet aspect. Tout d'abord parce que les hommes politiques peuvent se déterminer en raison de leurs convictions religieuses, mais aussi parce que les dignitaires religieux prennent position sur le sujet et influencent tant le public que la classe politique.
En 1969, Paul VI supprime la peine de mort de la loi fondamentale du Vatican qui y figurait depuis le Concordat de 1929. L'Église catholique a progressivement pris position contre la peine de mort, en 1995 le pape Jean-Paul II écrivait que la peine de mort n'était justifiée que « lorsque la défense de la société ne peut être possible autrement. Aujourd'hui, cependant, à la suite d'une organisation toujours plus efficiente de l'institution pénale, ces cas sont désormais assez rares, sinon même pratiquement inexistants ». Aujourd'hui, le Vatican promeut ouvertement l'abolition de la peine de mort et s'est prononcé en faveur de la résolution de l'ONU dans ce sens. Cependant en 2004 le cardinal Ratzinger a précisé que les fidèles n'étaient pas obligés de suivre la position de l'Église : « il peut légitimement y avoir un débat entre catholiques sur l'opportunité de faire la guerre ou d'appliquer la peine capitale ». Dans les pays où l'abolition fait débat, il est globalement admis que les personnalités politiques catholiques présentent une plus forte probabilité d'être contre la peine de mort, ils sont alors susceptibles d'être reçus et honorés par le pape. En 2018 le pape François fait insérer dans l’article 2267 du Catéchisme de l’Église catholique : « C’est pourquoi l’Église enseigne, à la lumière de l’Évangile, que la peine de mort est une mesure inhumaine qui blesse la dignité personnelle et elle s’engage de façon déterminée en vue de son abolition partout dans le monde ». En plus, il a cosigné un livre Pape François contre la peine de mort avec des dirigeants non religieux tels que le président de la Société Internationale de Défense Sociale Luis Arroyo Zapatero ou l'ancien directeur de l’Unesco Federico Mayor Zaragoza.
Quelques religions, comme la convention baptiste du Sud, soutiennent la peine de mort. Il en est de même de la Fraternité sacerdotale Saint-Pie-X selon l'abbé Jean-Michel Gleize qui conteste la suppression de la peine de mort par le pape François dans le Catéchisme de l'Église catholique, alors qu'elle est reconnue depuis plus de 2 000 ans tant par de nombreux saints que par de nombreux papes et ajoute, comme troisième argument, entre autres, que "la miséricorde consiste à remettre la faute commise, mais non la peine; le pardon sacramentel est d’ailleurs assorti d’une pénitence"[réf. souhaitée].
Pour ce qui est du judaïsme, l'État d'Israël n'applique pas la peine de mort. Pour Moïse Maïmonide, un rabbin andalou du XIIe siècle, « il est plus satisfaisant d'acquitter des milliers de coupables que de mettre à mort un seul innocent ». Le 14eDalaï Lama est également opposé à la peine de mort : « les criminels devraient être traités avec amour et compassion, et non pas avec colère ». Bien qu'un certain nombre de pays musulmans ont recours à la peine de mort, certains intellectuels sont favorables à la cessation de cette pratique et considèrent que le droit islamique peut inclure des valeurs humanistes d'inspiration occidentale.
Mais cette rénovation des religions[pas clair] n'est pas suivie et se trouve même quelquefois critiquée par de nombreux fidèles. Elle peut sembler motivée par la volonté de mettre les religions en adéquation avec une idéologie « pro-vie », qui s'oppose avec virulence à l'avortement et à l'euthanasie[pas clair]. Ainsi le juge Antonin Scalia, membre de la Cour suprême des États-Unis et catholique, estime que la position de son Église sur la question « s'inspire plus de Hegel et Freud que de Saint Thomas et Saint Augustin ». À propos du nouveau catéchisme catholique sur la peine de mort, il dit « je l'ai lu, je l'ai pris en considération, et j'ai finalement décidé que j'étais en désaccord, et donc de l'ignorer ».

### Alternative
Lorsqu'il proposa l'abolition de la peine de mort, Cesare Beccaria, comme Voltaire, prônait la mise en place d'un « esclavage perpétuel », où les condamnés auraient été assignés à des tâches ingrates au profit de la société. À l'Assemblée nationale, en 1791, le parlementaire Pelletier de Saint-Fargeau proposa de conserver le détenu au cachot durant douze à vingt-quatre ans : « Le condamné sera voué à une entière solitude ; son corps et ses membres porteront des fers ; du pain, de l'eau, de la paille lui fourniront pour sa nourriture et pour son pénible repos l'absolu nécessaire ». Pour remplacer le spectacle très courant à son époque des exécutions publiques, il proposa que le condamné soit régulièrement exposé devant la foule dans sa cage. Au vu du développement du système carcéral de l'époque, ces propositions sont apparues comme assez farfelues, mais elles montrent que l'idée d'une longue peine d'enfermement n'est pas nouvelle. En son temps, Victor Hugo avait lui aussi mis en avant les « travaux forcés à perpétuité », qui s'effectuaient à l'époque dans un bagne, comme alternative à la guillotine. À l'exception du Portugal, tous les pays prévoient aujourd'hui la possibilité, théorique ou appliquée, de conserver incarcérée une personne au-delà de vingt-cinq ans.

#### Dans l'objectif abolitionniste
La question qui se pose généralement quand où on songe à abolir la peine de mort est plutôt de savoir s'il faudra laisser au condamné une possibilité de réintégrer la société. Une peine d'emprisonnement à perpétuité réelle présente un double avantage pour les abolitionnistes : elle rend beaucoup plus convaincante leur argumentation, y compris vis-à-vis de l'opinion publique et son instauration permet d'obtenir une baisse de l'usage de la peine de mort dans les pays où l'objectif d'abolition n'est pas accessible. Ainsi aux États-Unis, le développement de la perpétuité réelle et l'instauration de son application systématique à tout coupable de crime capital a permis ces dernières années une très forte baisse des condamnations à mort, leur nombre a été divisé par trois en dix ans, passant de 317 en 1996 à 114 en 2006. En 2009, l'État du Nouveau-Mexique qui faisait partie des deux seuls à ne pas disposer de la perpétuité réelle dans ses textes l'a instaurée à l'occasion de l'abolition de la peine de mort. Au Texas, où la perpétuité réelle a été adoptée en 2005, le nombre de condamnations est désormais inférieur à celui des exécutions.
Appliquant la stratégie issue des États-Unis, des parlementaires japonais ont réclamé l'institution d'une perpétuité réelle. Le ministre de la Justice et le barreau se sont opposés à cette proposition, rappelant qu'il serait périlleux, voire inhumain, de conserver des gens en prison jusqu'à leur mort, et qu'il est déjà très difficile d'être libéré pour un condamné japonais à perpétuité. En somme le développement de la perpétuité réelle aux États-Unis s'explique par le fait qu'ils ont toujours été enclins aux politiques répressives, contrairement au Japon où le système judiciaire où les peines de prison sont les plus courtes (mais elles s'effectuent dans des conditions plus difficiles). Les autres pays non abolitionnistes sont donc assez réticents vis-à-vis de l'instauration d'une perpétuité réelle, dans la mesure où la peine de mort joue déjà le rôle de mise à l'écart définitive de la société. Ainsi en Chine, bien que la loi prévoie que tout coupable de meurtre ne bénéficie jamais de libération conditionnelle, la commutation est accordée lorsque le condamné ne présente plus de risque de récidive. La Chine est également le seul pays du monde à disposer de la « peine de mort avec sursis », le condamné est placé en détention et s'il ne commet aucune infraction durant les deux premières années, sa peine de mort est commuée en perpétuité plutôt que mise à exécution. Ce genre de sanction a le double avantage de permettre tant une baisse des condamnations « fermes » à la peine de mort que de forcer de manière radicale le détenu à rentrer dans le droit chemin. On estime qu'un condamné à perpétuité chinois est libéré le plus souvent en moins de 14 ans, même lorsqu'il avait été originellement condamné à la peine de mort avec sursis.

#### Solutions adoptées dans les pays européens

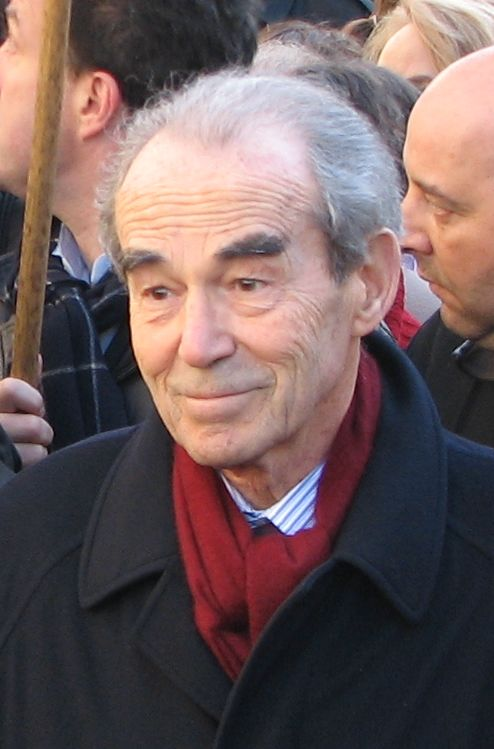
Robert Badinter.

En Europe, peu de pays ont adopté la perpétuité réelle, car durant la période où la peine de mort y a été abolie (principalement entre les années 1950 à 1980), celle-ci n'était quasiment pas développée. Toutefois, aux Pays-Bas, une condamnation à perpétuité n'inclut aucune possibilité de libération conditionnelle, la peine de mort ayant été abolie totalement en 1982 dans ce pays mais avait été abolie pour les crimes de droit commun en 1870, les standards de l'époque exigeaient une peine alternative irréprochable. Le Royaume-Uni a également développé depuis 1983 la possibilité pour le juge d'imposer un « whole life tariff », car il s'agit sûrement du pays d'Europe occidentale où l'on trouve le plus fort soutien à un hypothétique rétablissement de la peine de mort. Quelques autres pays européens tels que la Hongrie ou la Pologne ont également adopté une peine de prison à perpétuité réelle ou avec une période de sûreté de durée équivalente, comme 50 ans.
En France, le ministre de la justice Robert Badinter se refusa en 1981 à donner une quelconque peine de remplacement à la peine de mort : « la peine de mort est un supplice, et l'on ne remplace pas un supplice par un autre ». Selon lui, la période de sûreté de 18 ans que prévoyait le droit de l'époque était suffisante pour remplacer la peine de mort. Les dirigeants de droite ne l'entendirent pas de cette oreille et portèrent la durée maximale de la période de sûreté à 30 ans en 1986,. Lors de l'instauration d'un nouveau code pénal en 1992, la gauche ramena la période de sûreté à 22 ans, sauf pour les meurtres d'enfants doublés de viol ou de torture, pour contenter l'opinion. En 1994, sous le gouvernement Balladur, Pierre Méhaignerie permit de surcroît, à la suite du meurtre de Karine (8 ans) par le récidiviste Patrick Tissier, la perpétuité incompressible en France pour ces cas. Celle-ci reste révocable au bout de trente ans et n'exclut pas la possibilité d'une libération pour cause de santé à tout moment. Depuis son instauration, seules deux personnes, sexagénaires, y ont été condamnés (Pierre Bodein et Michel Fourniret). En 2011, cette possibilité a été étendue aux meurtres de personnes dépositaires de l'autorité publique commis avec préméditation ou bande organisée.

### Moratoire
Une demande de moratoire plutôt que d'abolition présente l'avantage d'apparaître moins injonctive, comme c'est le cas pour les résolutions de l'ONU, bien qu'en réalité il s'agisse bien d'une demande d'arrêt du fonctionnement de la peine de mort, avec l'abolition comme formalité juridico-technique à la clé.
La question est alors de savoir quelle forme doit prendre un tel moratoire. Il peut concerner comme en Russie les condamnations à mort, qui sont dans ce cas commuées en peine de prison à vie sur le champ. En ce cas, le caractère pédagogique du moratoire est alors contestable, puisque la condamnation à mort perd toute valeur réelle présente ou future. Les pays adoptant un moratoire sous une forme aussi radicale ne sont d'ailleurs généralement guère moins disposés à abolir la peine de mort (ce fut le cas au Canada et Royaume-Uni). De ce fait, les moratoires de ce genre sont rares.
Sinon, le moratoire ne peut concerner que les exécutions, comme dans les pays du Maghreb où les criminels concernés restent incarcérés avec une condamnation à mort pendante. Mais un tel moratoire présente le risque de ne pas se solder sur l'abolition de la peine de mort. La plupart des pays faisant partie du cercle restreint des démocraties libérales à appliquer la peine de mort aujourd'hui (États-Unis, Japon, Inde, Indonésie) ont connu ce genre de moratoires, et de nombreux espoirs d'abolition avaient été fondés là-dessus à l'époque (aux États-Unis parce que cela allait dans la tendance occidentale des années 1970, au Japon grâce aux valeurs religieuses). Ces épisodes se sont soldés par une reprise des exécutions.
Comme en Russie, un tel moratoire peut être le fait d'une décision législative, mais dans la quasi-totalité des cas il s'agit d'une décision du pouvoir exécutif, pouvant être révoquée par un nouveau gouvernement. Selon les critères définis par Amnesty International, un pays est considéré comme « abolitionniste en pratique » lorsque celui-ci n'a plus pratiqué d'exécution depuis au moins 10 ans.

### Avenir

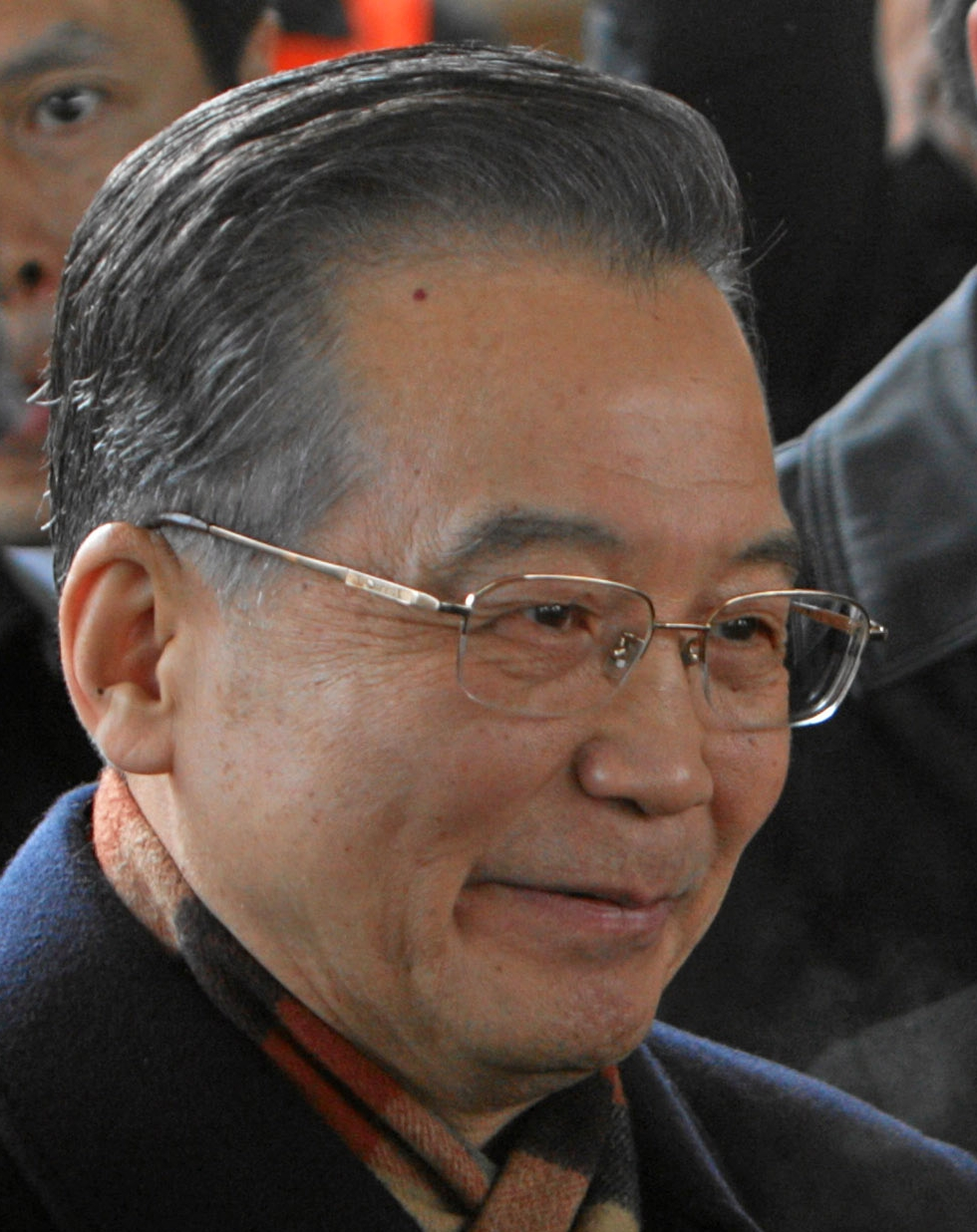
Wen Jiabao, le Premier ministre chinois, a défendu en 2005 lui aussi l'idée d'un maintien temporaire de la peine de mort, mais il estime que son pays n'abolira pas « pour le moment. »

L'objectif des abolitionnistes est que la peine de mort disparaisse de la surface de la terre, ils sont d'ailleurs convaincus que cela arrivera tôt ou tard, les partisans de la peine de mort ne pouvant donc que retarder "ce progrès ultime de l'humanité". La statistique appuie assez solidement ce raisonnement : en 1977, seulement 16 pays avaient aboli la peine de mort contre près d’une centaine en 2007 (et 105 fin 2015), chaque année apportant son lot de pays qui rejoignent le monde abolitionniste. Ainsi Jeremy Mercer, un collaborateur de Robert Badinter, déclare « Je suis absolument convaincu que le monde dans sa quasi-totalité aura aboli la peine de mort vers l’an 2050. Il y aura certes toujours quelques états voyous, mais la peine de mort est une aberration qui sera inévitablement éliminée ». Lors du congrès mondial contre la peine de mort de 2010, l'Union Européenne s'est fixé pour objectif la mise en place d'un moratoire universel sur la peine de mort d'ici 2015, « c'est à notre portée » déclarait à l'époque José Luis Rodriguez Zapatero.
Le plus souvent, le partisan de la peine de mort n’entre pas dans ce type de réflexions internationalistes ou futuristes, son but est d’avoir la peine de mort ici et maintenant, comme le montre assez bien les commentaires de Rick Perry (voir la section sur la pression internationale). À vrai dire, même certains partisans de la peine de mort font valoir que le maintien de la peine de mort n’est que temporaire, et acceptent l’idée qu’elle ne durera pas. Les Constitutions de la Russie et de la Biélorussie disposent que la peine de mort est applicable « jusqu'à son abolition » ce qui sous-entend clairement que cette abolition doit se produire un jour. C’est également l’argumentation développée par Valéry Giscard d’Estaing lorsqu’il était le président français. Mais les groupes abolitionnistes considèrent que la peine de mort pourrait et devrait être abolie partout et immédiatement. Pour eux, ce raisonnement n’est qu’une excuse pour ne pas le faire.
Mais d’autres tendent aussi à critiquer l’absolutisme de la cause abolitionniste, et estiment que la peine de mort peut subsister voire réapparaître pour les mêmes raisons pour lesquelles elle a subsisté jusqu'à aujourd’hui bien que cela puisse paraître un anachronisme : tant qu’il y aura des crimes horribles, les châtiments auront leur popularité. Lorsqu'en 1972, la Cour suprême des États-Unis a jugé la peine de mort inconstitutionnelle dans l'application qui en était faite à l'époque, certains journalistes avaient jugé « improbable » que les États votent ni même puissent appliquer des lois rétablissant la peine de mort.

## État d'application

### Géographie
En 2018, 142 États sur 198 ont aboli ou n'appliquent plus la peine de mort. Mais plus de 60 % de la population humaine vit dans un pays où des exécutions ont lieu dans la mesure où les cinq pays les plus peuplés du monde appliquent la peine de mort (ceux-ci étant la Chine, l'Inde, les États-Unis, l'Indonésie et le Pakistan).
Au 23 décembre 2022, 113 pays ont aboli la peine de mort en toutes circonstances, 7 pays l'ont abolie pour les crimes de droit commun, 25 ne l'appliquent plus et 53 pratiquent encore des exécutions.
Depuis 2010, Amnesty International se refuse à publier ne serait-ce qu'une estimation du nombre des exécutions en Chine, pays le plus peuplé au monde, considérant que les chiffres habituellement avancés sont loin de correspondre à la réalité.
La plupart des pays appliquant la peine de mort se trouvent dans l'Est de l'Afrique, au Moyen-Orient, dans le Sud asiatique (notamment Inde, Chine populaire et Japon), aux États-Unis et en Biélorussie auxquels s'ajoutent quelques autres pays.

### Répartition des exécutions
20 pays ont procédé à au moins une exécution capitale en 2019 contre 20 en 2018, 23 en 2017, 22 en 2016, 25 en 2015 et 22 en 2014,,,
Les exécutions extrajudiciaires ne sont pas comptabilisées, des pays comme le Brésil, l'Inde, les Philippines et le Venezuela sont accusés de pratiquer les exécutions extrajudiciaires, seules les Philippines reconnaissent ouvertement les pratiquer,.
| Pays                | 2019    | 2018    | 2017    | 2016    | 2015    | 2014    | Exécutions extrajudiciaires | Continent       | Moyenne par habitant (de 2014 à 2018) |
| ------------------- | ------- | ------- | ------- | ------- | ------- | ------- | --------------------------- | --------------- | ------------------------------------- |
| Philippines         | 0       | 0       | 0       | 0       | 0       | 0       | 10 000+                     | Asie            |                                       |
| Chine               | 1000+   | 1000+   | Inconnu | Inconnu | Inconnu | Inconnu | 100+                        | Asie            |                                       |
| Brésil              | 0       | 0       | 0       | 0       | 0       | 0       | 1 000+                      | Amérique du Sud |                                       |
| Syrie               | Inconnu | Inconnu | Inconnu | Inconnu | Inconnu | Inconnu | 1000+                       | Asie            |                                       |
| Corée du Nord       | Inconnu | Inconnu | Inconnu | Inconnu | Inconnu | Inconnu | 100+                        | Asie            |                                       |
| Venezuela           | Inconnu | Inconnu | Inconnu | Inconnu | Inconnu | Inconnu | 100+                        | Amérique du Sud |                                       |
| Iran                | 251+    | 253+    | 507+    | 567+    | 977+    | 289+    | Inconnu                     | Asie            | 5,52 par million                      |
| Arabie saoudite     | 184     | 149     | 146     | 154+    | 158+    | 90+     | 1+                          | Asie            | 4,30 par million                      |
| Inde                | 0       | 0       | 0       | 0       | 1       | 0       | 100+                        | Asie            |                                       |
| Vietnam             | Inconnu | 85+     | Inconnu | Inconnu | Inconnu | 3+      | Inconnu                     | Asie            |                                       |
| Irak                | 100+    | 52+     | 125+    | 88+     | 26+     | 61+     | Inconnu                     | Asie            | 1,94 par million                      |
| Somalie             | 12+     | 13      | 24      | 14      | 25+     | 14+     | Inconnu                     | Afrique         | 1,51 par million                      |
| Singapour           | 4       | 13      | 8       | 0       | 4       | 2       | Inconnu                     | Asie            | 0,83 par million                      |
| Jordanie            | 0       | 0       | 15      | 0       | 2       | 11      | Inconnu                     | Asie            | 0,43 par million                      |
| Égypte              | 32+     | 43+     | 35+     | 44+     | 22+     | 15+     | Inconnu                     | Afrique         | 0,31 par million                      |
| Afghanistan         | 0       | 3       | 5       | 6       | 1       | 6       | Inconnu                     | Asie            | 0,10 par million                      |
| États-Unis          | 22      | 25      | 23      | 20      | 28      | 35      | Inconnu                     | Amérique        | 0,08 par million                      |
| Japon               | 3       | 15      | 4       | 3       | 3       | 3       | Inconnu                     | Asie            | 0,04 par million                      |
| Pakistan            | 14+     | 14+     | 60+     | 87+     | 326     | 7       | Inconnu                     | Asie            | 0,36 par million                      |
| Tchad               | 0       | 0       | 0       | 0       | 10      | 0       | Inconnu                     | Afrique         |                                       |
| Soudan du Sud       | 11+     | 7+      | 4       | Inconnu | 5+      | 0       | Inconnu                     | Afrique         |                                       |
| Koweït              | 0       | 0       | 7       | 0       | 0       | 0       | Inconnu                     | Asie            |                                       |
| Bangladesh          | 2       | 0       | 6       | 10      | 4       | 0       | Inconnu                     | Asie            |                                       |
| Palestine           | 0       | 0       | 6       | 3       | 0       | 2+      | Inconnu                     | Asie            |                                       |
| Bahreïn             | 3       | 0       | 3       | 0       | 0       | 0       | Inconnu                     | Asie            |                                       |
| Yémen               | 7       | 4+      | 2+      | 0       | 8+      | 22+     | Inconnu                     | Asie            |                                       |
| Biélorussie         | 2+      | 4+      | 2+      | 4+      | 0       | 3+      | Inconnu                     | Europe          |                                       |
| Indonésie           | 0       | 0       | 0       | 4       | 14      | 0       | Inconnu                     | Asie            |                                       |
| Malaisie            | 0       | 0       | 4+      | 9       | Inconnu | 2+      | Inconnu                     | Asie            |                                       |
| Guinée équatoriale  | 0       | 0       | 0       | 0       | 0       | 9       | Inconnu                     | Afrique         |                                       |
| Nigeria             | 0       | 0       | 0       | 3       | 0       | 0       | Inconnu                     | Afrique         |                                       |
| Botswana            | 1       | 2       | 0       | 1       | 0       | 0       | Inconnu                     | Afrique         |                                       |
| Soudan              | 1       | 2       | 0       | 2       | 3       | 23+     | Inconnu                     | Afrique         |                                       |
| Taïwan              | 0       | 1       | 0       | 1       | 6       | 5       | Inconnu                     | Asie            |                                       |
| Thaïlande           | 0       | 1       | 0       | 0       | 0       | 0       | Inconnu                     | Asie            |                                       |
| Émirats arabes unis | 0       | 0       | 1       | 0       | 1       | 1       | Inconnu                     | Asie            |                                       |
| Oman                | 0       | 0       | 0       | 0       | 2       | 0       | Inconnu                     | Asie            |                                       |
| TOTAL               | 1649+   | 1686+   | 987+    | 1020+   | 1626+   | 603+    | 10000+                      |                 |                                       |

### Régions non-abolitionnistes

#### Afrique
En Algérie, la peine de mort est une sanction légale prévue par le code pénal qui n'est plus appliquée depuis 1993.
Les tribunaux continuent à prononcer des condamnations à mort, notamment dans les cas de terrorisme, mais les peines ne sont pas exécutées ; l'Algérie pratique de fait un moratoire.
Au Botswana, la peine de mort est appliquée régulièrement. En pratique, il s'agit toujours de condamnation à la pendaison pour homicide.
Au Maroc, la peine de mort est prévue par le code pénal marocain pour sanctionner les crimes d'homicide aggravé, de torture, de vol à main armée, d’incendie criminel, de trahison, de désertion, et certains types d'attentat concernant le roi ou des membres de sa famille.

#### Asie

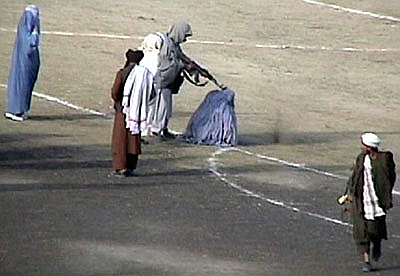
Kaboul, Afghanistan, 1999. Exécution publique de Zarmeena (mère de sept enfants) pour avoir tué avec un marteau son mari endormi.

Sur les 50 pays d'Asie, la quasi-totalité pratiquent la peine de mort.
Selon le site Death Penalty Worldwide, il y a eu en Arabie saoudite au moins 26 exécutions en 2010, au moins 82 en 2011, au moins 79 en 2012, au moins 79 en 2013, au moins 90 en 2014, au moins 158 en 2015, au moins 154 en 2016, au moins 146 en 2017, et au moins 149 en 2018.
La peine de mort est une sanction légale applicable et appliquée aux Émirats arabes unis.
De nombreux crimes sont passibles de la peine de mort en vertu de la loi émiratie. Les exécutions s'effectuent par arme à feu, par pendaison ou par lapidation en fonction du crime commis,,,. Dans certains cas, elles peuvent être précédées d'un crucifiement,,.
Le 24 juin 2006, la présidente Gloria Arroyo a signé le décret abolissant la peine de mort aux Philippines, à la suite des votes en ce sens du Parlement. Depuis son élection, la présidente s'était opposée à l'exécution des 1 200 condamnés à mort et avait commué en prison à perpétuité toutes les nouvelles condamnations.
En Iran, selon Amnesty International, au moins 113 personnes ont été exécutées en 2002, 159 en 2004, au moins 94 en 2005 dont au moins quatre mineurs au moment des faits et un qui l'était au moment de son exécution. En 2006, au moins 177 personnes ont été exécutées, dont un mineur et au moins trois condamnés âgés de moins de dix-huit ans au moment des faits. En 2007, au moins 317 personnes ont été exécutées. En 2008, 74 mineurs attendent d'être exécutés dans les prisons iraniennes. Malgré la directive de 2002 demandant aux juges la suspension des lapidations, Amnesty International note que deux personnes auraient été lapidées en 2006 et que d'autres prisonniers étaient toujours sous le coup d'une condamnation à mort par lapidation. En septembre 2006, des défenseurs iraniens des droits humains ont lancé une campagne en vue d'obtenir l'abolition de ce châtiment et de sauver neuf femmes et deux hommes condamnés à mort par lapidation. Trois condamnations auraient été annulées.
L'Indonésie a connu deux moratoires sur les exécutions, l'un de 1995 à 2001, année où il eut deux exécutions et l'autre de 2001 à 2005. Depuis les exécutions tendent à se multiplier sous la présidence de Susilo Bambang Yudhoyono. Elle est encourue pour meurtre mais exécutée uniquement contre ceux qui ont tué plusieurs personnes avec une intense barbarie ou une préméditation substantielle. Elle est aussi exécutée pour trafic de drogue sous l'impulsion de l'ancienne présidente Megawati Sukarnoputri en réaction au plus de deux millions d'Indonésiens (sur une population de 212 millions d'habitants) qui sont considérés comme dépendants de la drogue, selon des statistiques de la police et d'ONG. Cependant, à partir de 2008, les exécutions ont cessé, et n'ont repris qu'en 2013.
À partir de 1989, un moratoire sur les exécutions avait été pratiqué au Japon par les ministres successifs de la justice. Les exécutions ont cependant repris en 1993. En 2009, une nouvelle ministre opposée à la peine de mort a été nommée par le Parti démocrate du Japon qui venait de gagner les élections, après des décennies de règne de la droite. Mais en juillet 2010, 2 nouvelles exécutions ont eu lieu. 2011 fut la première année sans exécution au Japon depuis 1992. Depuis 2012, le pays est revenu à un niveau soutenu d'exécutions.
Avec 4,4 millions d'habitants, Singapour a l'un des taux d'exécutions capitales par habitant le plus élevé au monde avec environ 420 détenus pendus entre 1991 et 2004, selon Amnesty International. La peine de mort y est appliquée pour trafic de drogue dans de nombreux cas. En 2022, 11 individus ont été condamnés à mort pour des affaires de drogue.
La Chine est le pays qui exécute le plus de prisonniers, bien que ces chiffres soient à mettre en parallèle avec le nombre d'habitants en Chine. Depuis 2007 les jugements en appel automatique sont soumis à un double examen, le premier devant la Haute cour correspondante et le second à la Cour suprême nationale, le gouvernement chinois considère que les examens des affaires seront plus objectifs, car déconnectés du contexte local. On estime que 15 % des condamnations à mort sont ainsi annulées en appel et que les tribunaux prononcent depuis 30 % de condamnations à mort en moins, passant de 10 000 à 5 000 ou 6 000 exécutions par an. La peine de mort continue à être mise à exécution pour des crimes non-violents tels que le trafic de drogue ou encore le vol énorme. En divisant par le nombre d'habitants, la Chine exécute 30 fois plus que les États-Unis.
De tous les pays appliquant la peine de mort, l'Inde est celui où le taux d'exécution est le plus bas du monde avec seulement deux depuis 1996, pour une population de plus d'un milliard d'habitants. La première exécution depuis 2004 a eu lieu le 21 novembre 2012, lorsque Ajmal Kasab a été exécuté pour le meurtre de 52 personnes dans les attaques de novembre 2008 à Bombay.
En mars 2023, le gouvernement Netanyahou propose une série de projets de loi visant à réformer profondément le système judiciaire israélien. Porté notamment par des formations d'extrême-droite, un projet de loi autorisant la peine de mort pour les terroristes reconnus coupables d'avoir tué des Israéliens est approuvé en lecture préliminaire par la Knesset,. Ce texte comme l'ensemble des réformes judiciaires sont vivement contestés au sein de la société israélienne,,.
Au Bangladesh, la peine de mort est une sanction légale prévue par le code pénal. Les crimes passibles de la peine de morts sont : le meurtre, les infractions liées à la drogue, la sodomie, l'enlèvement, la traite d'enfants à des fins immorales ou illégales, la traite des êtres humains...
En août 2009, la Thaïlande a procédé aux premières exécutions du pays depuis 2003.
En Birmanie, la peine de mort est une sanction légale prévue par le code pénal. Elle est appliquée en 2022 pour la première fois depuis 1988. Depuis le coup d'état de février 2021, les règles du code civil sont suspendues et sont remplacées pas la loi martiale.
Au Laos, la peine de mort est une sanction légale. Les crimes passibles d'exécution comprennent le meurtre ; le terrorisme ; le trafic de drogue ; la possession de drogue ; le vol avec usage de la force ; l'enlèvement ; le fait de gêner un officier dans l'exercice de ses fonctions publiques et causer sa mort ou lui causer une incapacité physique ; le fait de perturber l'industrie, le commerce, l'agriculture ou d'autres activités économiques dans le but de saper l'économie nationale ; la trahison et l'espionnage. Les exécutions sont effectuées par arme à feu sur un peloton d'exécution. En mars 2009, le gouvernement du Laos a signalé à Amnesty International qu'à la fin de l'année 2008, il y avait 85 personnes présentes dans le couloir de la mort. La dernière exécution connue au Laos a eu lieu en 1989.
La peine de mort au Pakistan est une sanction légale. Bien qu'il y ait eu de nombreux amendements à la Constitution, il n'y a toujours pas de disposition interdisant la peine de mort comme moyen de punition,.

### Régions abolitionnistes

#### Europe

Application de la peine de mort en Europe :
Abolie pour tous les crimes
Légale et appliquée
Légale mais moratoire

Sur les 49 États indépendants d'Europe qui sont membres de l'ONU ou ont le statut d'observateur au sein des Nations unies :
- 1 (2 %), la Biélorussie, maintient la peine de mort ;
- 1 (2 %), la Russie, maintient la peine de mort, mais applique un moratoire ;
- 47 (96 %) l'ont complètement abolie.

L'abolition de la peine de mort est une condition préalable à l'entrée dans l'Union européenne, qui considère la peine capitale comme une pratique « cruelle et inhumaine » et « ne s'est en aucun cas avérée avoir un effet dissuasif sur la criminalité ».
Depuis 1999, la Biélorussie est le seul pays européen reconnu à appliquer librement la peine de mort et l'un des 2 seuls non membre du Conseil de l'Europe (l'autre non membre étant la Russie, exclue en 2022), cette pratique est l'une des raisons pour lesquelles sa candidature d'adhésion au Conseil de l'Europe déposée depuis 1993 n'a toujours pas été acceptée (son statut d'observateur ayant été suspendu en 1997). 2009, 2015 et 2020 ont été les trois premières années de l'histoire où l'Europe était totalement exempte d'exécutions. Depuis l'an 2000, les pays européens suivants ont aboli la peine capitale : Ukraine (2000), Malte (2000), Chypre (2002), Turquie (2004), Grèce (2004), Moldavie (2005), Albanie (2007), Lettonie (2012) et la Bosnie-Herzégovine (2019).
De tous les pays européens modernes, Saint-Marin, le Portugal et les Pays-Bas ont été les premiers à abolir la peine capitale. En 2012, la Lettonie est devenue le dernier État membre de l'UE à abolir la peine capitale en temps de guerre.
Le Conseil de l'Europe (46 membres), interdit le recours à la peine de mort en temps de paix dans l'article 2 de la Convention européenne des droits de l'homme tel que modifié par le protocole no 6, ratifié par ses membres. L'ensemble des 46 membres actuels du Conseil sont donc abolitionnistes en temps de paix.
La Russie n'a jamais fait partie de ce groupe. En 1996, elle s'était engagée à abolir la peine de mort pour pouvoir entrer dans l'organisation mais s'est contentée de suspendre son application. Un moratoire est donc en place et cette dernière n'a plus procédé à une exécution depuis 1999. Mais, du temps où elle était membre de l'organisation, elle n'a pas ratifié l'article 2 de la Convention européenne des droits de l'homme tel que modifié par le protocole no 6. À la suite de son invasion de l'Ukraine le 24 février 2022, elle a été exclue de l'organisation avec effet immédiat le 16 mars 2022. Dès l'annonce de sa suspension fin février 2022 précédant son exclusion effective, l'ancien Président et ancien Premier ministre Dmitri Medvedev a soutenu la restauration de la peine de mort en Russie,.
Cette abolition (quasi totale) de la peine de mort conduit aussi les États membres à refuser les demandes d'extradition provenant de pays pratiquant la peine de mort si la peine de mort risque d'être demandée. En effet, celle-ci devient contraire à l'article 11 de la Convention européenne d'extradition de 1957 signé par la totalité de ses membres, mais aussi contraire à la jurisprudence de la Cour européenne des droits de l'homme.
Le but du Conseil est d'aboutir à une abolition totale de la peine de mort, à cette fin le protocole no 13 de la CEDH « relatif à l'abolition de la peine de mort en toutes circonstances » a été ouvert à la signature en 2002. Sur les 46 États du Conseil, 45 États ont déjà signé et ratifié le protocole. Seul l'Azerbaïdjan a signé le protocole additionnel en 2023 sans le ratifier.
Pour terminer, le Conseil de l'Europe et l'Union européenne soutiennent officiellement, le 10 octobre, la « Journée mondiale contre la peine de mort », événement instauré en 2003 par la Coalition mondiale contre la peine de mort.

### Régions mixtes

#### Amérique

Situation de la peine de mort dans les États fédérés des États-Unis d'Amérique en 2022
Abolie pour tous les crimes
En vigueur mais exécutions suspendues
En vigueur mais aucune exécution dans les 10 dernières années
En vigueur et appliquée dans les 10 dernières années

Les États-Unis, État fédéral de 306 millions d'habitants, ont toujours recours à la peine de mort. Cependant, 23 des 50 États ont officiellement aboli la peine de mort (les derniers en date sont l'État du New Hampshire le 31 mai 2019, l'État du Colorado le 23 mars 2020 et l'État de Virginie le 22 février 2021), et dans les faits, 30 États au total ainsi que la capitale Washington et le gouvernement fédéral n’utilisent plus le châtiment suprême, par la loi ou par un moratoire voté ou de facto en raison d’une pénurie de produits d’injection létale. Par ailleurs, le nombre d'exécutions est en baisse ces dernières années (71 en 2002 ; 37 en 2008),. De même, le nombre de condamnations à mort a été divisé par 3 en dix ans, passant de 317 en 1996 à 114 en 2006. La chaise électrique n'est quasiment plus utilisée (une exécution par an en moyenne). Le mercredi 16 avril 2008, la Cour suprême des États-Unis a jugé l'injection létale constitutionnelle, et a mis fin au moratoire sur la peine de mort qui avait commencé le 25 septembre 2007.
En 2009, le nombre d'exécutions a été ramené à 52. En 2014, 80 % des exécutions aux États-Unis ont été concentrées dans trois États : Texas, Missouri et Floride.

Application de la peine de mort en Amérique centrale.

L'espace Caraïbe se compose de plusieurs pays dont beaucoup ont la peine de mort et poussent pour l'appliquer régulièrement ces dernières années.
En 1979, peu après la victoire des Sandinistes, la peine de mort est abolie au Nicaragua. Depuis l'abolition en droit de la peine de mort par le Chili en 2001, la peine de mort est abolie de droit ou de fait dans tous les États latino-américains, à l'exception de Cuba et du Guatemala (à Cuba, la loi 87 en date du 15 février 1999 prévoit au contraire l'extension de la peine capitale pour les cas graves de trafic de drogues, de corruption de mineurs et de vol à main armée mais aucune exécution n'a eu lieu depuis 2003 et toutes les condamnations à mort ont été commuées).

#### Afrique

Application de la peine de mort en Afrique (situation en juin 2018).

En Afrique, la peine de mort est en recul depuis plusieurs années, avec un total de 22 pays abolitionnistes sur 55 en 2020, auxquels s'ajoutent 17 autres qui n'y ont plus recours, tout en la maintenant dans les textes.
La peine de mort a été abolie au Sénégal en 2004.
Dans l'Union des Comores, la peine de mort n'est pas abolie mais plus appliquée. L’homicide aggravé, la haute trahison et l’espionnage sont des crimes capitaux. La dernière exécution remonte à 1997, la dernière condamnation à mort a été prononcée en 1999. À Madagascar, six personnes ont été condamnées à mort le 31 octobre 2008. Sont passibles de la peine capitale les crimes contre l’État et plusieurs crimes prévus dans le Code pénal. La dernière exécution par fusillade remonte à 1958, alors que le pays était encore sous le régime colonial français. Depuis, une cinquantaine de personnes auraient été condamnées à la peine capitale, mais aucune n'a été appliquée. Malgré les initiatives de plusieurs parlementaires, le parlement a tardé à examiner sa suppression, qui ne sera effective qu'en 2015.
Les Seychelles interdisent la peine capitale : l’article 15 de la Constitution de 1993, proclame : « Une règle de droit ne peut permettre à un tribunal d'infliger la peine de mort ». Au Rwanda, la loi abolissant la peine de mort, adoptée par la Chambre des députés début juin 2007 et par le Sénat le 11 juillet suivant, a été publiée au Journal officiel et pris donc effet le 25 juillet 2007.
Le 14 septembre 2007, un communiqué du Conseil des ministres du Gabon a annoncé l'abolition en droit de la peine de mort (elle n'est déjà plus pratiquée depuis 1988) ; un vote du parlement devait entériner cette mesure, qui entrera dans les faits le 15 février 2010. À son tour, le 24 juin 2009, le Togo abolit la peine de mort, alors que la dernière exécution a eu lieu en 1978, le Parlement Togolais a accepté à l'unanimité cette abolition en présence d'une délégation Espagnole incluant le Président du Gouvernement José Luis Rodríguez Zapatero.
Par la suite, la peine de mort a été abolie au Bénin (2012), à Madagascar (2015), au Congo (2015), en Guinée (2017) et au Tchad (2020). En 2021, la Cour suprême du Malawi déclare la peine de mort inconstitutionnelle. La même année, le 23 juillet, l'Assemblée nationale du Sierra Leone, où aucune exécution n'avait eu lieu depuis 1998, abolit la peine de mort en la remplaçant par une peine de prison à perpétuité ou un minimum de 30 ans. La Guinée équatoriale abolit la peine de mort en septembre 2022 et la Zambie en décembre de la même année. Le 31 décembre 2024, le Zimbabwe promulgue une loi qui abolit la peine de mort — un moratoire sur les exécutions était en vigueur depuis 2005.

## Médias
L'art est un moyen d'interpeller le public sur la peine de mort, en essayant de le sensibiliser à la cause abolitionniste, ou tout du moins de l'amener à s'interroger. L'engagement contre la peine de mort a aussi lieu dans les médias ou les assemblées.

### Cinéma
Le cinéma traite de la peine de mort par le biais de films racontant l'histoire d'un condamné à mort fictif ou ayant existé, par exemple en retraçant l'histoire d'un possible innocent exécuté (exemple du Pull-over rouge en 1978).
Un film qui retrace l'histoire d'un condamné à mort peut aussi aborder le débat politique sur la peine de mort. Ainsi le film La Dernière Marche de Tim Robbins, raconte comment la sœur Helen Prejean a soutenu Elmo Patrick Sonnier (en), jusqu'à son exécution, et montre la difficulté qu'il a à trouver une bonne assistance juridique, la politisation de son exécution, et l'injustice de sa condamnation alors que son complice et meneur a été condamné à la prison à vie. Un autre exemple est celui du film La Vie de David Gale sorti en 2003.
Si le film Jugé coupable raconte l'histoire fictive d'un condamné à mort noir et innocent sur le point d'être exécuté, son réalisateur et acteur principal, Clint Eastwood, est un républicain engagé et s'est explicitement déclaré en faveur de la peine de mort. Dans le même registre, il est flagrant de constater à quel point les exécutions de femmes ont attiré les metteurs en scène : Sophie Scholl, Ruth Ellis, Mata Hari et Barbara Graham ont toutes fait l'objet d'au moins deux longs-métrages.
Parmi les films tendant à engager une réflexion qui ne soit pas exclusivement opposée à la peine de mort, l'on peut citer Juste Cause, roman de John Katzenbach adapté pour le cinéma en 1995.
En 2009 au Royaume-Uni, Channel 4 a diffusé le 9 novembre une fiction dans laquelle Gary Glitter deviendrait la première personne exécutée en vertu d'une loi rétablissant la peine de mort pour les pédophiles.
Le cinéma a aussi abordé la condition de la personne chargée d’exécuter la peine capitale. En Espagne, Luis García Berlanga a réalisé en 1963 le film Le Bourreau (El verdugo) avec Nino Manfredi et José Isbert. En racontant l’histoire d’un jeune homme qui, afin de pouvoir trouver un appartement et se marier, se voit conduit à accepter un poste de bourreau qui le dégoûte, le film contient une critique implicite de la peine de mort dans un pays qui ne l’abolira que quinze ans plus tard, avec la Constitution espagnole de 1978.

### Littérature
Victor Hugo est l'un des premiers à avoir essayé de sensibiliser à la cause abolitionniste par la voie littéraire, avec son roman Le Dernier Jour d'un condamné, publié en 1829. Un autre livre de Hugo paru cinq ans plus tard, Claude Gueux, se fonde en partie sur des faits réels. Plaidoyer contre la peine de mort est le discours qu'il prononce à l'Assemblée constituante le 15 septembre 1848.
En 1957, Albert Camus publie l'essai Réflexions sur la guillotine qui sera repris dans l'ouvrage Réflexions sur la peine capitale avec l'essai Réflexions sur la potence d'Arthur Koestler et une introduction de Jean Bloch-Michel.